# Iosif Stalin
Iosif Vissarionovič Stalin, (in russo Ио́сиф Виссарио́нович Ста́лин?) nato Džugašvili (in russo Джугашви́ли? ; in georgiano იოსებ ბესარიონის ძე ჯუღაშვილი?, Ioseb Besarionis Dze Jughašvili) (Gori, 18 dicembre 1878, 6 dicembre del calendario giuliano – Mosca, 5 marzo 1953), è stato un rivoluzionario, politico e militare sovietico che governò l'Unione Sovietica dopo la morte di Lenin, reggendo la carica di segretario generale del PCUS dal 1922 e instaurando una dittatura che durò fino alla sua morte nel 1953.

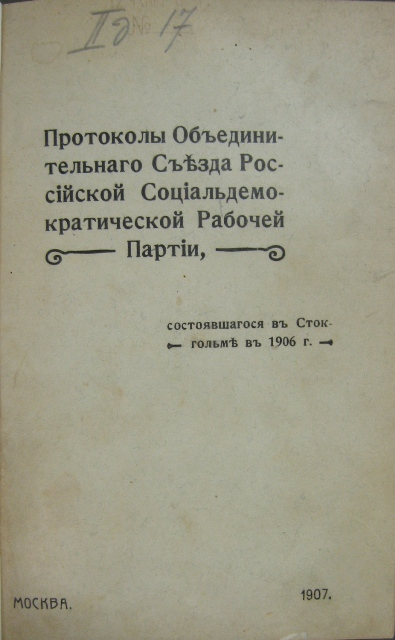
La prima apparizione di Stalin come leader bolscevico in una pubblicazione a stampa (con lo pseudonimo di Ivanovič): Протоколы Объединительного съезда Российской социал-демократической рабочей партии, состоявшегося в Стокгольме в 1906 — Москва, 1907 (Protokoly Ob″edinitel′nogo S″ezda Rossijskoj Social′demokratičeskoj Rabočej Partii, sostojavšegosja v Stokgol′me v 1906 — Moskva, 1907; Protocolli del Congresso di Unificazione del Partito Operaio Socialdemocratico Russo, tenutosi a Stoccolma nel 1906 – Mosca, 1907) - copia del bibliofilo italiano Paolo Barbieri

Georgiano di umili origini, Stalin visse una giovinezza avventurosa come attivista rivoluzionario socialista, prima di assumere un ruolo importante di dirigente all'interno della fazione bolscevica del Partito Operaio Socialdemocratico Russo guidata da Lenin. Fu un capace organizzatore, dotato di grande energia e di durezza di modi e di metodi, strettamente fedele alle direttive di Lenin, e divenne uno dei capi della rivoluzione d'ottobre e del nuovo Stato socialista, l'Unione delle Repubbliche Socialiste Sovietiche. Il suo ruolo e il suo potere personale crebbero di molto durante la guerra civile russa in cui svolse compiti politico-militari estremamente importanti, entrando spesso in rivalità con Lev Trockij.
Nonostante le critiche mossegli da Lenin nell'ultima parte della sua vita e il duro contrasto con Trockij, alla morte di Lenin assunse progressivamente, grazie alla sua abilità organizzativa e politica e al ruolo di segretario generale del partito, la carica politica più alta in Unione Sovietica. Dopo aver sconfitto politicamente prima la sinistra di Trockij rivolta contro Zinov'ev e Kamenev, coi quali era alleato, poi l'opposizione mossagli da Kamenev e Zinov'ev che gli si erano contrapposti, poi ancora l'improvvisata e velleitaria alleanza che si formò, nell'aprile 1926, tra gli ex acerrimi rivali Trockij, Zinov'ev e Kamenev e, infine, la destra di Bucharin, Rykov e Tomskji, Stalin adottò una prudente politica di costruzione del "socialismo in un solo Paese", mentre nel campo economico mise in atto le politiche di interruzione della NEP, di collettivizzazione graduale delle campagne e di rapida industrializzazione mediante i piani quinquennali, basata sul rapido sviluppo dell'industria pesante (di cui lo stacanovismo divenne l'emblema) portando a gravi interruzioni della produzione alimentare che contribuirono alla carestia del 1932-1933, che uccise milioni di persone.
A metà degli anni trenta, in una fase di superamento delle difficoltà economiche e di crescita industriale, Stalin cominciò il tragico periodo delle purghe e del grande terrore in cui progressivamente eliminò fisicamente, con un metodico e spietato programma di repressione, tutti i suoi reali o presunti avversari nel partito ed oppositori politici, nell'economia, nella scienza, nelle forze armate e nelle minoranze etniche. Per rafforzare il suo potere e lo Stato sovietico contro possibili minacce esterne o interne di disgregazione, Stalin utilizzò il vasto sistema di campi di detenzione e lavoro (gulag) in cui furono imprigionati in condizioni deplorevoli milioni di persone.
Nel campo della politica estera Stalin in un primo momento adottò una politica di collaborazione con l'Occidente; dopo l'accordo di Monaco, con cui Regno Unito e Francia permisero a Hitler l'annessione dei Sudeti dalla Cecoslovacchia, Stalin, sospettoso delle potenze occidentali e intimorito da una sempre più potente Germania, concluse l'accordo Patto Molotov-Ribbentrop con i nazisti che favorì l'espansionismo sovietico verso occidente e i Paesi baltici.
Colto di sorpresa dall'attacco iniziale tedesco con il quale la Germania nazista violava il patto di non aggressione sottoscritto dalle due potenze solo due anni prima, nonostante alcuni errori di strategia militare nella fase iniziale della guerra, Stalin riorganizzò e diresse con efficacia il Paese e l'Armata Rossa fino a ottenere, anche se a costo di gravi perdite militari e civili, la vittoria totale nella grande guerra patriottica. Stalin rivestì un ruolo fondamentale nella lotta contro il nazismo e nella sconfitta di Adolf Hitler; le sue truppe, dopo aver liberato l'Europa orientale dall'occupazione tedesca, conquistarono Berlino e Vienna, costringendo lo stesso Hitler al suicidio.
Dopo la vittoria Stalin, divenuto detentore di un potere virtualmente illimitato in Unione Sovietica e nell'Europa centro-orientale e assurto al ruolo di capo indiscusso del comunismo mondiale, accrebbe il suo dispotismo violento riprendendo politiche di terrore e di repressione, mentre l'Ucraina soffriva una carestia (1947). Morì a causa di un'emorragia cerebrale nel 1953, lasciando l'Unione Sovietica ormai trasformata in uno dei Paesi più potenti della Terra, una delle due superpotenze mondiali dotata di armi nucleari, e guida del mondo comunista.
Dal 1956, a partire dal XX Congresso del PCUS, Stalin, che era stato oggetto di un vero e proprio culto della personalità da parte di dirigenti e simpatizzanti del comunismo mondiale, è stato sottoposto a pesanti critiche da parte di politici e storici per la sua attività politica e per i suoi spietati metodi di governo.

## Biografia

### Origini e formazione

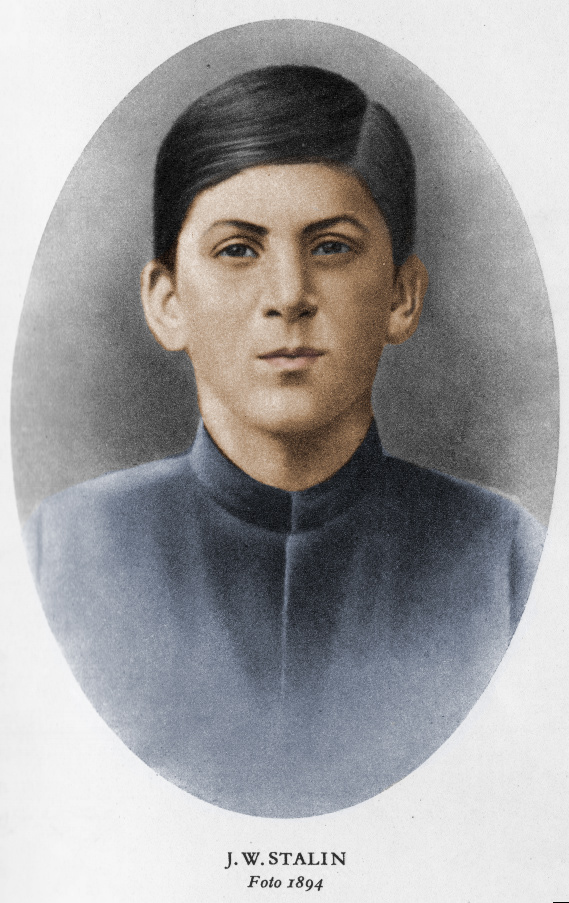
Stalin a sedici anni nel 1894.

Nacque a Gori, Georgia, il 6 dicembre 1878 dal calzolaio Vissarion Džugašvili (1853-1909) e da Ekaterina Geladze (1858-1937), contadina. Picchiato spesso dal padre alcolizzato, ma anche dalla madre, devota ortodossa, Stalin ebbe per tutta la sua esistenza rapporti difficili con la propria famiglia; alcuni studiosi hanno ritenuto che tali conflitti familiari abbiano provocato in lui diverse turbe psicologiche, tuttavia il diretto interessato reagì a questa ipotesi e, a una precisa domanda del biografo tedesco Emil Ludwig, «Che cosa l'ha spinta a diventare un oppositore? Potrebbe essere un abuso genitoriale?», Stalin rispose: «No. I miei genitori mi hanno trattato abbastanza bene. Un'altra cosa è il seminario teologico, dove ho studiato allora. Per protesta contro il regime umiliante e i metodi gesuiti che c'erano in seminario, ero pronto a diventare e sono diventato davvero un rivoluzionario, un sostenitore del marxismo». In seguito, in un suo manuale di marxismo scolastico, Stalin parlò del padre come un classico esempio di proletario con una coscienza ancora "piccolo-borghese". Tuttavia, anche prescindendo da tali conflitti, lo psicologo marxista Erich Fromm classificò Stalin, nel suo libro Anatomia della distruttività umana, come un «sadico non sessuale».
Nel 1888, la madre, nonostante le umili condizioni, volle introdurre Iosif agli studi nella Scuola Teologica Ortodossa di Gori, nella quale conseguì l'equivalente del diploma nel giugno 1894.
Nel settembre del 1894, Iosif superati gli esami di ammissione si immatricolò al Seminario Teologico Ortodosso di Tbilisi. Fu all'università che venne a contatto per la prima volta con il marxismo e già all'inizio del 1895 iniziò a frequentare gruppi clandestini di marxisti rivoluzionari espulsi dal governo nel Transcaucaso. Successivamente, lo stesso Stalin ha ricordato:«Sono entrato nel movimento rivoluzionario quando sono entrato in contatto con i gruppi clandestini marxisti russi, che allora vivevano in Transcaucasia. Questi gruppi hanno avuto una grande influenza su di me e mi hanno instillato un gusto per la letteratura marxista clandestina.»
Secondo lo storico inglese Simon Sebag Montefiore, Stalin era uno studente estremamente dotato che ricevette voti alti in tutte le materie: matematica, teologia, greco e russo. Stalin amava la poesia, e nella sua giovinezza scrisse egli stesso poesie in georgiano, che attirarono anche l'attenzione di alcuni letterati dell'epoca.
Nel 1898, Stalin acquisì l'esperienza di propagandista grazie a un incontro con i lavoratori nell'appartamento del rivoluzionario Vano Sturua e presto iniziò a guidare un circolo operaio di giovani ferrovieri, iniziò a insegnare in diversi circoli operai e inventò per loro un curriculum marxista. Nell'agosto dello stesso anno, Stalin si unì all'organizzazione socialdemocratica georgiana Mesame-dasi ("Terzo gruppo"). Insieme a Ketskhoveli e Tsulukidze, Stalin forma il nucleo della minoranza rivoluzionaria di questa organizzazione.
Il 29 maggio 1899, un mese prima della conclusione del suo quinto e ultimo anno di studi, venne espulso dal seminario per l'attività di promozione del marxismo tra i seminaristi e i lavoratori nelle officine ferroviarie. Il certificato rilasciatogli non fu quindi la laurea, ma indicava che aveva superato quattro classi su cinque ed era abilitato all'insegnamento esclusivamente nelle scuole elementari.
Tuttavia la preparazione culturale non impedì a Stalin di essere ammesso all'Osservatorio fisico di Tbilisi nel dicembre 1899, come calcolatore e osservatore.
Il 23 aprile 1900 Stalin, assieme a Vano Sturua e Zakro Chodrishvili organizzarono il comizio Mayovka, riunendo circa 400-500 lavoratori. Alla manifestazione, tra gli altri, parlò lo stesso Stalin: l'intervento fu la prima apparizione di Stalin davanti a un grande raduno di persone. Nell'agosto dello stesso anno, Stalin partecipò alla preparazione e alla conduzione di una grande manifestazione dei lavoratori di Tbilisi: uno sciopero nelle officine ferroviarie principali. Dal 1º al 15 agosto presero parte allo sciopero fino a 4000 persone.
Il 21 marzo 1901, la polizia zarista perquisì l'osservatorio fisico dove Stalin viveva e lavorava, tuttavia, riuscì a sfuggire all'arresto, entrando in clandestinità e diventando un rivoluzionario fuorilegge.

### Le idee politiche e il pensiero

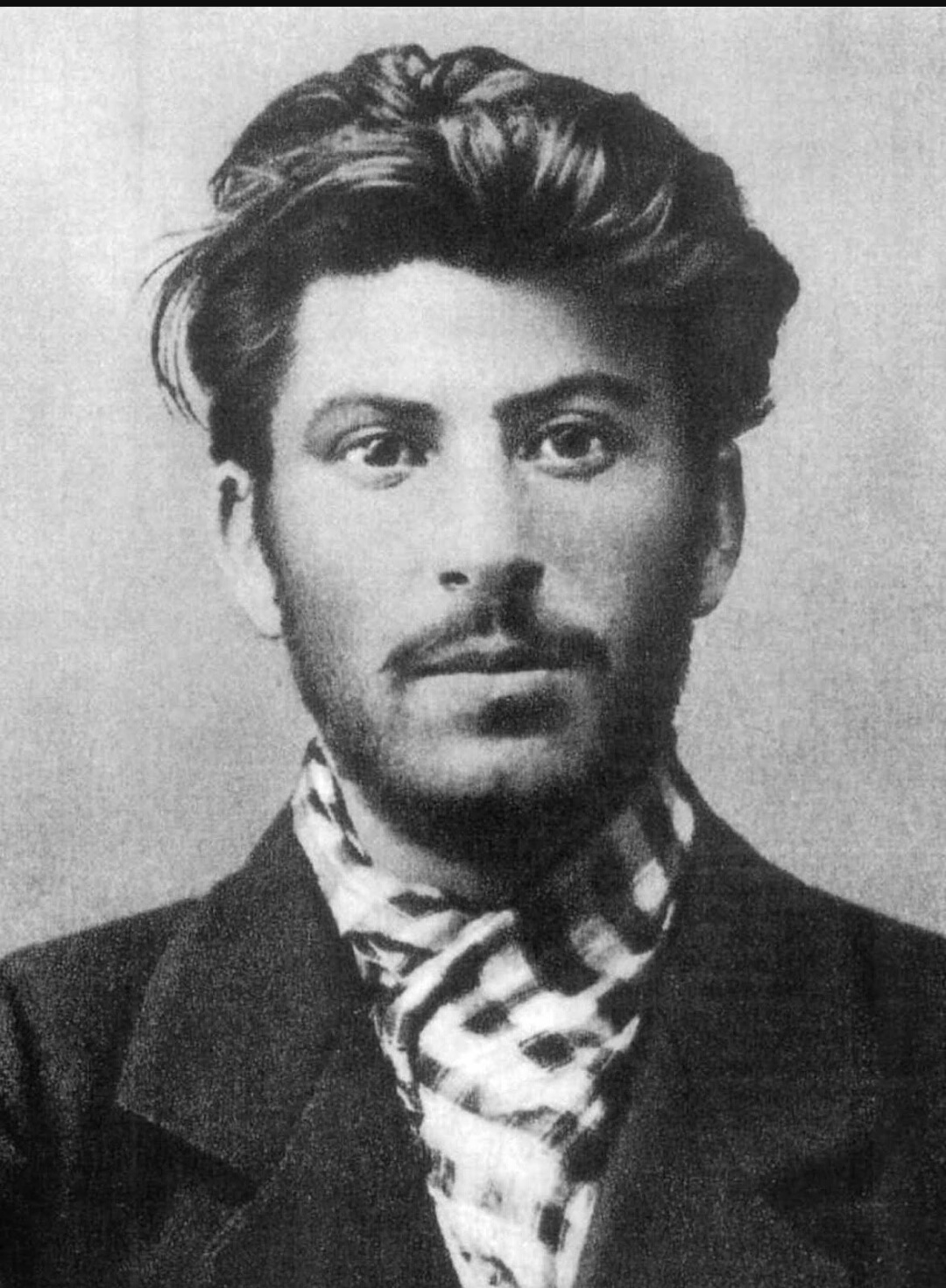
Stalin a ventiquattro anni nel 1902.

In questo periodo si dedicò anche alla letteratura (suo interesse dall'età di quindici anni), scrivendo poesie che sarebbero poi state giudicate, sebbene anonime (pubblicate sotto lo pseudonimo di "Soselo") fino a dopo la morte, di buon livello. Nel 1949 bloccò l'iniziativa di Berija di pubblicare le sue opere letterarie sotto l'egida di Boris Pasternak e altri traduttori.
Il contatto con le idee e con l'ambiente dei deportati politici lo avvicinò al socialismo e alla convinzione sulle teorie del marxismo. Entrato nel 1898 nel partito socialdemocratico (Partito Operaio Socialdemocratico Russo, POSDR), lavorò per qualche tempo al locale osservatorio astronomico. Da allora cominciò soprattutto un'intensa attività politica di propaganda, oltre che di istigazione agli scioperi nelle varie fabbriche georgiane, che lo portarono ben presto a conoscere il rigore della polizia del regime.
Dopo essere stato arrestato nel 1900 e continuamente sorvegliato, nel 1902 lasciò la sua città per stabilirsi a Batumi, dove però venne subito imprigionato e condannato a un anno di carcere, seguito da un triennio di deportazione in Siberia. Fuggito nel 1904, Stalin tornò a Tbilisi e nei mesi successivi partecipò con energia e notevole capacità organizzativa al movimento insurrezionale, che vide la formazione dei primi soviet di operai e di contadini.
Nel novembre del 1905, dopo aver pubblicato il suo primo saggio, A proposito dei dissensi nel partito, divenne direttore del periodico Notiziario dei lavoratori caucasici e in Finlandia, alla conferenza bolscevica di Tampere, incontrò per la prima volta Vladimir Lenin, accettandone le tesi sul ruolo di un partito marxista compatto e rigidamente organizzato come strumento indispensabile per la rivoluzione proletaria.
Attuò anche rapine a banche per il finanziamento del partito, come quella alla banca di Tiflis nel 1907, alleandosi con alcuni gruppi di banditi del Caucaso; in questo periodo viene chiamato col nome di battaglia di Koba. Spostatosi a Baku, dove fu in prima linea nel corso degli scioperi del 1908, Stalin venne di nuovo arrestato e deportato in Siberia; riuscì a fuggire, ma fu ripreso e internato nel 1913 a Kurejka sul basso Enisej, dove rimase per quattro anni fino al marzo del 1917. Nei brevi periodi di attività clandestina riuscì progressivamente a imporre la sua personalità pragmatica e le sue capacità organizzative (nonostante un approccio talvolta eccessivamente "ruvido" che i compagni di partito gli rimproveravano) e a emergere come dirigente di livello nazionale, tanto da essere chiamato da Lenin nel 1912 a far parte del comitato centrale del partito.

### Partecipazione alla rivoluzione bolscevica e guerra civile

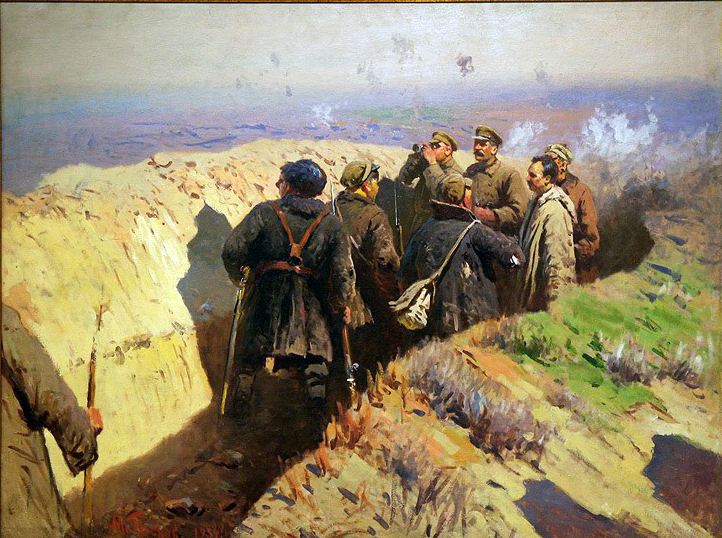
Stalin in trincea controlla le operazioni durante la battaglia di Caricyn

Sempre nel 1917 contribuì a far rinascere a San Pietroburgo la Pravda mentre definiva, nel saggio Il marxismo e il problema nazionale, le sue posizioni teoriche (non sempre però in linea con quelle di Lenin, di cui non comprendeva la battaglia contro i deviazionisti, né la decisione di prender parte alle elezioni per la Duma). Tornato a San Pietroburgo (nel frattempo ribattezzata Pietrogrado) subito dopo l'abbattimento dell'assolutismo zarista, Stalin, insieme con Lev Kamenev e Muranov, assunse la direzione della Pravda, appoggiando il governo provvisorio per la sua azione rivoluzionaria contro i residui reazionari. Tuttavia questa linea fu sconfessata dalle Tesi di aprile di Lenin e dal rapido radicalizzarsi degli eventi. Nelle decisive settimane di conquista del potere da parte dei bolscevichi Stalin, membro del comitato militare, non apparve in primo piano e solo il 9 novembre 1917 entrò a far parte del nuovo governo provvisorio (il Consiglio dei commissari del popolo) con l'incarico di occuparsi degli affari delle minoranze etniche.
A lui si deve l'elaborazione della "Dichiarazione dei popoli" della Russia, che costituisce un documento fondamentale del principio di autonomia delle varie nazionalità nell'ambito dello Stato sovietico. Membro del comitato esecutivo centrale Stalin fu nominato, nell'aprile del 1918, plenipotenziario per i negoziati con l'Ucraina. Nella lotta contro i generali "bianchi" fu incaricato di occuparsi del vettovagliamento delle forze bolsceviche sul fronte di Caricyn (poi Stalingrado, oggi Volgograd). In questa circostanza dimostrò grande energia nella difesa della città sul Volga contro le ripetute offensive dei "bianchi" e cominciò a organizzare un suo gruppo di fedeli seguaci. Spesso in contrasto con le direttive di Trockij, Stalin venne infine richiamato a Mosca da Lenin, che tuttavia apprezzò la sua capacità di direzione e la sua spietata decisione.
Lenin si preoccupò della crescente rivalità tra Stalin e Trockij e richiese a entrambi di comporre le loro divergenze e collaborare per la vittoria della rivoluzione bolscevica; in effetti Stalin in questa fase elogiò ripetutamente in alcuni discorsi l'operato e l'efficienza di Trockij e sembrò mosso dal desiderio di riavvicinarvisi. Considerato da Lenin e anche da Trockij il dirigente bolscevico più duro e efficiente, Stalin venne inviato successivamente negli Urali, dove contribuì alla nomina del generale Sergej Kamenev al comando supremo, quindi nel maggio 1919 si recò a Pietrogrado, dove denunciò e represse una presunta cospirazione antibolscevica e organizzò la riconquista di alcune piazzeforti.
Infine partì il 3 ottobre 1919 per il fronte sud, come commissario politico del fronte meridionale, dove riallacciò i rapporti con i suoi fedeli amici della prima armata a cavallo: Kliment Vorošilov, Grigorij Ordžonikidze e Semën Budënnyj. Durante la guerra sovietico-polacca Stalin, commissario politico del fronte sud-occidentale del generale Egorov, inizialmente condivise con Trockij le forti riserve sui progetti di offensiva verso il cuore dell'Europa promossi da Lenin; dubbioso sulla possibilità di un'insurrezione socialista in Polonia o in Germania, egli evidenziò invece come fosse prudente occuparsi soprattutto della situazione in Crimea e nel Kuban', dove le forze "bianche" avevano ripreso la loro attività e minacciavano la sicurezza delle retrovie del suo fronte. Alla fine però si imposero i progetti strategici di Lenin e del generale Michail Tuchačevskij e Stalin finì per votare disciplinatamente nel Politburo a favore dell'offensiva su Varsavia.
Durante la battaglia, che terminò con la sconfitta dell'Armata Rossa, sorse un nuovo violento contrasto con Trockij quando Stalin si rifiutò, in ragione degli inevitabili pericoli che l'operazione avrebbe comportato, ma anche per rivalità personale, di distaccare una parte delle sue forze in appoggio al generale Tuchačevskij e decise di concentrarle invece nella inutile conquista di Leopoli. Nel X Congresso del partito del 1921 la condotta e le decisioni di Stalin vennero criticate in una sessione a porte chiuse, nonostante le spiegazioni che egli fornì del suo operato. Le controversie sulle responsabilità nella sconfitta di Varsavia sarebbero continuate fino agli anni trenta e concorsero a rovinare i rapporti tra Stalin e il generale Tuchačevskij
Lenin espresse anche esplicite riserve nei suoi confronti, manifestate nel testamento politico in cui accusava Stalin di anteporre le proprie ambizioni personali all'interesse generale del movimento. Lenin era preoccupato che il governo perdesse sempre più la sua matrice proletaria e diventasse esclusivamente un'ala dei burocrati di partito, sempre più lontani dalla generazione vissuta tanto tempo in clandestinità prima delle rivolte del 1917. Oltretutto intravedeva un futuro dominio incontrastato del comitato centrale ed è per questo che propose nei suoi ultimi scritti una riorganizzazione dei sistemi di controllo, auspicandone una formazione prevalentemente operaia che potesse tenere a bada la vasta e nascente nomenclatura di funzionari di partito

### La carriera politica
(Iosif Stalin nel 1938)

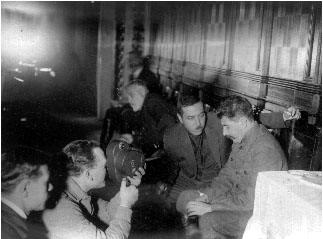
Stalin con il rivoluzionario azero Gazanfar Musabekov in una foto del dicembre 1928

Nominato nel 1922 segretario generale del comitato centrale, Stalin, unitosi a Zinov'ev e Kamenev (la famosa troika), seppe trasformare questa carica, di scarso rilievo all'origine, in un formidabile trampolino di lancio per affermare il suo potere personale all'interno del partito dopo la morte di Lenin (avvenuta il 21 gennaio 1924). Fu allora che nel contesto di una Russia devastata dalla prima guerra mondiale e dalla guerra civile, con milioni di cittadini senza tetto e letteralmente affamati, diplomaticamente isolata in un mondo ostile, scoppiò violento il dissidio con Lev Trockij, ostile alla nuova politica economica (NEP) e sostenitore dell'internazionalizzazione della rivoluzione.
Stalin sosteneva al contrario che la "rivoluzione permanente" fosse una pura utopia e che l'Unione Sovietica dovesse puntare sulla mobilitazione di tutte le proprie risorse al fine di salvaguardare la propria rivoluzione (teoria del "socialismo in un Paese solo"). Trockij accusava Stalin e il partito di burocratizzazione e autoritarismo e riteneva, assieme alla crescente opposizione creatasi in seno al partito (tra cui i decei, critici del centralismo democratico), che ci volesse invece un rinnovamento democratico all'interno degli organi dirigenti, che sempre più venivano scelti su matrice non elettiva dall'alto verso il basso, contrariamente agli spiriti che accesero la rivoluzione.
Espresse queste sue posizioni al XIII congresso del partito, ma la sua accusa venne respinta e Trockij venne sconfitto, oltretutto accusato da Stalin e dal triumvirato (Stalin, Kamenev, Zinov'ev) di "frazionismo", tendenza contraria alla direzione "monolitica" presa dal partito dal X congresso. Trockij venne isolato anche a causa delle norme di emergenza (prese precedentemente dallo stesso Lenin nel pieno della guerra civile sempre nell'ambito del X congresso) tese a strutturare un partito compatto, eliminando le tendenze ritenute frazionistico-scissioniste. Le tesi staliniane trionfarono nel 1926, quando il comitato centrale si schierò sulle posizioni di Stalin, isolando Trockij (con il quale, nel corso del dibattito, avevano finito per associarsi anche Kamenev e Zinov'ev).
Nel corso di questi anni sia l'opposizione operaia di Aleksandra Kollontaj, che si batteva per il ritorno alla democrazia dei soviet contro la burocratizzazione, sia l'opposizione di sinistra, guidata da Trockij, e la sua momentanea trasformazione in opposizione unificata, con Kamenev e Zinov'ev, che poi capitolarono, furono sconfitte con i metodi più brutali di intimidazione e di persecuzione, dalla propaganda perniciosa di falsità da parte dell'apparato del partito dominato dagli staliniani, all'irruzione nelle sedi di partito, che ospitavano riunioni e assemblee, con la devastazione delle stesse e il pestaggio degli intervenuti. Lo psichiatra russo Vladimir Bechterev nel 1927 visitò Stalin e gli diagnosticò una sindrome paranoide. Poco tempo dopo morì in circostanze non chiarite: secondo lo storico Isaac Deutscher, Stalin avrebbe ordinato l'assassinio del medico perché non d'accordo con la diagnosi.

### Gli ultimi anni e la morte
Stalin, ormai in età avanzata, subì un colpo apoplettico nella sua villa suburbana di Kuncevo, la notte tra il 28 febbraio e il 1º marzo 1953, ma le guardie di ronda davanti alla sua camera da letto non osarono forzarne la porta blindata fino alla sera del 1º marzo, quando Stalin era già in condizioni disperate: metà del corpo era paralizzata e il dittatore aveva perso l'uso della parola. Il comandante delle guardie avvertì telefonicamente Malenkov e Berija, ma i medici, scelti personalmente dal ministro della sanità Tret'jakov, arrivarono solo la mattina del 2 marzo e le fonti ufficiali riportarono che il malore era avvenuto nella notte tra il 1º e il 2 marzo. Stalin morì all'alba del 5 marzo dopo aver dato per diverse volte segnali di miglioramento, ma la notizia venne data un giorno dopo. Drammatico è il racconto dell'ultimo istante di vita del dittatore fatto dalla figlia Svetlana: convinto di essere vittima di una congiura, Stalin maledisse i capi comunisti riuniti attorno al divano sul quale giaceva. Il suo funerale fu imponente, con una partecipazione stimata in un milione di persone: il corpo, dopo essere stato imbalsamato e vestito in uniforme, fu solennemente esposto al pubblico nella Sala delle Colonne del Cremlino (dove era già stato esposto Lenin). Almeno 500 persone morirono schiacciate nel tentativo di rendergli omaggio; fu sepolto accanto a Lenin nel mausoleo sulla piazza Rossa.

### Le ipotesi sul decesso
Alcuni storici hanno accettato l'ipotesi dell'assassinio per avvelenamento, ipotesi categoricamente smentita dallo storico Roj Aleksandrovič Medvedev, secondo cui non sono emerse dagli archivi sovietici prove a sostegno di questa tesi.

### Le reazioni nel mondo alla sua morte
Quando Stalin morì, la sua popolarità come capo del movimento di emancipazione delle masse oppresse di tutto il mondo era ancora intatta presso tutti i partiti comunisti al mondo. In Italia, Palmiro Togliatti, capo del Partito Comunista Italiano, affermò: 

Il socialista Sandro Pertini lo commemorò in parlamento in qualità di capogruppo del suo partito: 

Anche il socialista Pietro Nenni intervenne alla Camera dei Deputati, commemorandolo con tali parole: 

### Destalinizzazione
Alla fine del decennio, con la pubblicazione del discorso tenuto da Nikita Chruščёv durante il XX Congresso del PCUS, la dirigenza politica sovietica rinnegò ufficialmente gran parte delle scelte politiche e ideologiche di Stalin, con un processo noto come destalinizzazione. Questo ridimensionò il ruolo avuto da Stalin durante la seconda guerra mondiale, ne rimosse i riferimenti in campo culturale e politico, riabilitò alcuni degli esponenti politici condannati a morte durante le purghe, attuò un radicale programma di riforme economiche e intraprese rapporti più distesi con l'Occidente capitalista. Questa revisione di giudizio non fu accettato da tutti i partiti comunisti sparsi nel mondo: tra le reazioni negative ci furono quelle dell'Albania (allora parte del patto di Varsavia) e soprattutto della Cina maoista, che ruppero i rapporti di collaborazione con l'Unione Sovietica definendo "revisionista" l'operazione di Chruščёv; questi paesi si definirono quindi "antirevisionisti".
Uno dei primi provvedimenti della politica di destalinizzazione fu la rimozione della sua salma dal mausoleo di Lenin. Per questo da allora è sepolto in una tomba poco distante sotto le mura del Cremlino. Tra le opere di Stalin hanno notevole importanza ideologica e politica: Il marxismo e la questione nazionale (1913), Principi del leninismo (1924), opera che avrebbe avuto un'influenza anche su Antonio Gramsci, Questioni del leninismo (1926), Del materialismo dialettico e del materialismo storico (1938), Il marxismo e la linguistica (1950) e Problemi economici del socialismo nell'URSS (1952).

## Politica interna

### Il confronto con Trockij
Già nel giugno 1922, durante la Guerra civile russa, erano emerse delle contrapposizioni tra Stalin e Trockij, ma la lotta aperta per la conquista della leadership iniziò solo l'anno dopo, quando il leader indiscusso del partito, Lenin, fu colpito dal primo di tre attacchi di ischemia cerebrale. Alla morte di Lenin, avvenuta nel gennaio 1924, Stalin non era considerato da nessuno come il favorito a raccoglierne l'eredità politica, nonostante egli fosse uno dei 7 membri del Comitato Centrale e avesse collaborato da vicino con Lenin per anni. Stalin era generalmente sottovalutato da tutti gli altri maggiori dirigenti del partito, che lo consideravano un personaggio mediocre, privo di grandi capacità intellettuali e oratorie, e buono solo per amministrare le pratiche burocratiche del partito. Nessuno, tranne Lenin che negli ultimi mesi di vita era pesantemente menomato, avrebbe scommesso un centesimo sul fatto che Stalin avrebbe conquistato la leadership politica.
Nel 1924, i dirigenti bolscevichi più prestigiosi che si contrapponevano nella politica interna erano, da un lato, Kamenev e Zinov'ev e, dall'altro, Lev Trockij, Commissario del popolo (l'equivalente di ministro) per la difesa e generale dell'Armata Rossa, il quale godeva di grande popolarità per la vittoria conseguita dall'Armata Rossa contro il fronte delle forze controrivoluzionarie (l'Armata Bianca), ma non suscitava né simpatia né fiducia in tutto il gruppo dirigente bolscevico, a causa dei suoi limiti caratteriali e della sua precedente e lunga militanza nel partito dei Menscevichi. Continuando a mantenere una posizione di basso profilo, Stalin si alleò con Zinov'ev e Kamenev, che già conosceva per avervi collaborato durante gli anni in cui i bolscevichi avevano svolto attività politica clandestina contro la dittatura zarista.
Kamenev e Zinov'ev riuscirono a prevalere su Trockij grazie a una raffinata manovra politica messa in atto da Stalin. In qualità di Segretario generale del partito, carica che ricopriva dal 1922, Stalin limitò il potenziale politico di Trockij facendo nominare un uomo di sua fiducia, Frunze, alla carica di Capo di Stato Maggiore e di vice Commissario militare. Così Trockij fu politicamente indebolito. A stretto giro, Frunze rimosse successivamente dalle loro cariche nell'esercito tutti gli ufficiali militari troskisti, compreso l'ucraino ed ex menscevico Vladimir Antonov-Ovseenko, presidente del Consiglio Militare Rivoluzionario, che dal 1922 era il braccio destro di Trockij. Nel febbraio 1924, Antonov-Ovseenko fu sostituito da Frunze con Bubnov, un elemento della vecchia guardia bolscevica, gradito a Stalin. 
Dopo aver assistito con impotenza all'estromissione dei suoi seguaci dalle cariche rilevanti dell'apparato militare sovietico, nell'ottobre 1924, forse già sofferente di depressione, Trockij reagì allo smacco subito in maniera totalmente controproducente, guidato più dall’emotività dell’orgoglio ferito che dalla prudenza politica. Decise così di passare al contrattacco, pubblicando “Le Lezioni dell’Ottobre”, un libro in cui ripensava gli eventi e gli esiti della Rivoluzione del 1917, che conteneva un'aspra critica contro i suoi due principali avversari, Zinov'ev e Kamenev, perché in quel momento fatidico si erano mostrati entrambi titubanti di fronte al processo rivoluzionario in corso. E, accusandoli di non aver capito nulla della capacità rivoluzionaria del proletariato russo, li bollò come due opportunisti che erano saltati sul carro del vincitore, a Rivoluzione avvenuta, senza avervi preso parte.
Ma Trockij sbagliò di nuovo i suoi calcoli. Il suo duro attacco gli si ritorse contro. Egli stesso fu colpito da una pioggia di accuse, che sottolineavano tutti i suoi errori di lunga data, commessi durante la sua militanza attiva nel partito menscevico, ostile ai bolscevichi. Trockij perse pure l’appoggio della Krupskaja, la vedova di Lenin, la quale aveva fino ad allora cercato di sponsorizzarlo. E anche Rykov, il suo unico alleato nel Comitato Centrale, ne prese le distanze. Rimasto ancora più isolato, nel Comitato Centrale, Trockij prestò così il fianco a un altro attacco di Stalin che, circa due mesi dopo, nel gennaio 1925, ebbe gioco facile nel destituirlo dalla carica di Commissario militare.
Solo dopo che Stalin riuscì a ridimensionare anche Kamenev e Zinov'ev, per Trockij si presentò l'occasione di rivolgere la lotta politica direttamente contro Stalin. Infatti, nell’aprile 1926, gli ex aspri rivali – Trockij, da un lato, e Kamenev e Zinov'ev, dall’altro – si ritrovarono giocoforza costretti ad unire le loro forze residuali contro Stalin. Era, di fatto, una coalizione priva di una vera coesione politica e programmatica interna, e che non disponeva neanche dell’appoggio delle masse popolari e della maggioranza dei quadri di partito. A luglio 1926, presentarono una piattaforma unitaria contro la linea politica di Stalin, basata sulla linea politica troskista della Rivoluzione permanente, che sosteneva la necessità di saltare le fasi intermedie all'edificazione del socialismo, rifiutando di restare entro il quadro della democrazia borghese, in attesa che maturassero le condizioni per passare a uno stadio rivoluzionario più avanzato, per innescare immediatamente un nuovo processo rivoluzionario su scala internazionale.
Inoltre, la piattaforma muoveva critiche ai risultati della NEP, il sistema a economia mista in vigore dal 1921, che Stalin e Bucharin, con il quale si era intanto alleato, ritenevano prematuro abolire per passare immediatamente, nel 1924, a un sistema collettivo pianificato, che sarà infatti attuato soltanto nel 1928. Trockij, Zinov'ev, Kamanev e altri dirigenti firmatari della piattaforma chiedevano, al contrario, la repentina abrogazione della NEP e l'avvio del processo di rapida industrializzazione.
Per controbattere la tesi troskista della Rivoluzione permanente, Stalin elaborò la tesi del Socialismo in un solo paese, che riteneva che l'Unione Sovietica fosse già eccessivamente provata da un lungo sforzo bellico, iniziato nel 1914 con la prima guerra mondiale e terminato nel 1922 con la fine della Guerra civile. Pertanto, secondo l'analisi che Stalin contrappose a Trockij, l'URSS era in ginocchio, con il tessuto economico interamente da ricostruire, e quindi non si trovava nelle condizioni né di intraprendere una nuova guerra rivoluzionaria contro le potenze capitalistiche, né di costruire immediatamente un'economia totalmente socialista. Occorreva, secondo Stalin, applicare il marxismo al particolare contesto russo dell'epoca, cercando un dialogo con le altre nazioni e concentrando tutte le energie all'interno, per aumentare la produzione agricola, avviare l'industrializzazione rapida, riorganizzare l'esercito, urbanizzare e alfabetizzare il paese. La tesi di Stalin sul reale stato di debolezza dell'Unione Sovietica era molto realistica, rispetto a quella di Trockij, perché si basava sulla recente esperienza della Guerra sovietico-polacca, in cui, nel giugno 1922, il fronte dell'Armata Rossa era stato piegato e messo in rotta dalla controffensiva della cavalleria polacca, che aveva determinato una pesante sconfitta e la perdita dei territori polacchi ex zaristi.
In ogni caso, la piattaforma contro la linea di Stalin fu respinta a grande maggioranza. Sicché, di fronte alla nuova sconfitta, l’opposizione antistaliniana iniziò a tramare clandestinamente contro Stalin, organizzando delle riunioni segrete per fomentare, senza successo, una sommossa popolare. Nell'autunno del 1926 i troskisti e i pochi seguaci di Kamenev e Zinov'ev fecero circolare anche dei ciclostilati clandestini, finendo così in uno stato di illegalità, secondo la clausola anti-scissionistica, fatta approvare da Lenin al X Congresso, che proibiva il frazionismo del partito in correnti interne. Perciò, l’opposizione si rovinò con le sue stesse mani. Stalin li accusò di essere tutti dei deviazionisti socialdemocratici ed ebbe gioco facile a far valere la predetta clausola statutaria per distruggere questa improvvisata opposizione interna: Zinov'ev fu rimosso dalla presidenza del Comintern e fu espulso dal Comitato Centrale, insieme al suo fedele Laševič. La medesima espulsione dal massimo organo dirigente toccò anche a Trockij e a Kamenev. Altri dirigenti minori, che avevano sottoscritto la piattaforma, fecero invece un passo indietro, riconoscendo l’illegalità dei metodi usati per la lotta contro la linea politica del partito. Anche Zinov'ev e Kamenev fecero un passo indietro per non essere espulsi completamente dal partito, dopo essere stati estromessi dal ruolo di massimi dirigenti bolscevichi. 
Trockij, invece, non volle mai fare un passo indietro per allinearsi alla maggioranza e, pur espulso dal Comitato Centrale del partito, continuò la lotta contro Stalin, in maniera anche più aspra, presentando, nell'ottobre 1927, una nuova piattaforma in vista del XV Congresso del partito (dicembre 1927). Ma l’opposizione troskista contro Stalin era oramai degenerata in una aperta ostilità, condotta sulla base delle ingiurie più che del confronto politico. Il 7 novembre 1927, in occasione del decennale anniversario della gloriosa Rivoluzione, Stalin propose al Comitato Centrale, ottenendone l’approvazione a maggioranza, di espellere dal partito e dal Comintern sia Zinov'ev che Trockij. Nel successivo XV Congresso del partito, Stalin propose e ottenne l’espulsione anche degli altri leader recidivi dell’opposizione, quali Kamenev, Rakovskij e Evdokimov, i quali, quando presero la parola per difendere le loro posizioni, non riuscirono neanche a farsi ascoltare perché sommersi dai fischi degli altri delegati convenuti. Per Stalin fu un trionfo totale. Neanche Lenin aveva mai ottenuto una simile ovazione.
Di fronte alla completa sconfitta, Kamenev e Zinov'ev ritennero opportuno fare pubblica abiura dei loro errori, chiedendo di essere riammessi nel partito come semplici iscritti. Trockij, invece, non accettò mai la sconfitta e rifiutò di fare pubblica abiura. Di conseguenza, con il consenso del Comitato Centrale del partito, il 17 gennaio 1928 Stalin lo fece confinare ad Alma Ata, in Kazakistan, che all'epoca faceva parte dell'URSS. Nel febbraio 1929 fu espulso fuori dai confini sovietici, con l'accusa di essere un transfuga passato a collaborare con la borghesia, pur di distruggere il Segretario (Stalin). Il primo Stato in cui Trockij riparò nel febbraio 1929 fu la Turchia. Da lì si spostò in altri Stati, come la Francia, la Svizzera e la Norvegia, alla ricerca di sicurezza e di referenti coi quali poter organizzare una opposizione internazionale contro Stalin. Nel suo girovagare, trovò ospitalità, nel 1932, per un breve periodo, anche nell'Italia fascista.
Anche dall'estero, col supporto di un gruppo di seguaci, anch'essi espulsi dall'URSS, a partire dall'aprile 1929, Trockij continuò la sua instancabile opposizione, organizzando la propaganda contro la linea politica staliniana, attraverso la rivista Bjulleten (che aveva tra i redattori anche suo figlio Leon Sedov Trockij), per mezzo della quale pubblicò, insieme ai suoi collaboratori, una serie di analisi fortemente critiche contro la politica economica seguita da Stalin. In realtà, molte di queste analisi troskiste si sono rivelate errate, ma furono utili affinché Trockij diventasse il simbolo mondiale dell'antistalinismo, così come è rimasto ancora oggi. Nel 1934 Trockij scrisse l'articolo La guerra e la Quarta Internazionale in cui sollecitava la formazione di una nuova Internazionale, che fosse opposta all'Internazionale Comunista. Nel 1936 Trockij scrisse il libro La rivoluzione tradita, denunciando la cosiddetta "burocrazia staliniana"; quest'opera diventò il testo fondamentale del neonato trotskismo. La Quarta internazionale fu poi organizzata nel 1938.
Chiaramente tutto ciò espose in URSS alla denuncia e alla messa a processo chiunque sostenesse o avesse potuto sostenere l'operato di Trockij, specialmente dopo l'assassinio di Kirov, il braccio destro di Stalin, avvenuto per mano di un trotskista. 
Trockij sarà assassinato il 21 agosto 1940, in Messico, dove si era alla fine stabilito, per mano dell'agente segreto sovietico Ramon Mercader.

### La lotta alla prostituzione

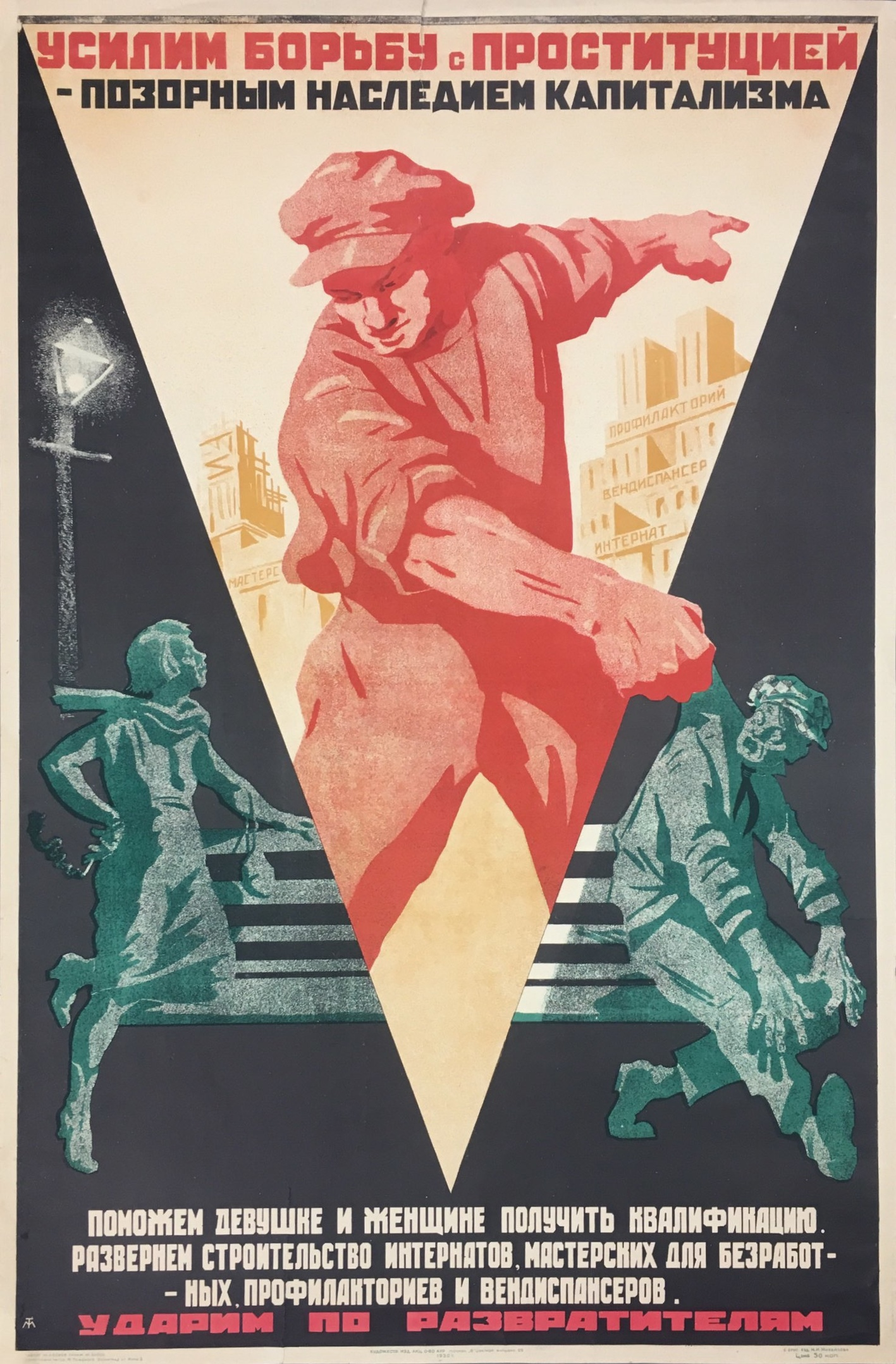
Cartellone del 1930 della campagna sovietica contro la prostituzione. La scritta recita "Intensifichiamo la lotta contro la prostituzione, la vergognosa eredità del Capitalismo".

Nell'ottica bolscevica la figura della prostituta era percepita come vittima del capitalismo, fu anche per questo che fin da subito, tra il 1917 e il 1919 il PCUS elaborò una serie di leggi all'avanguardia nel campo del femminismo e dell'emancipazione femminile, tra cui l'uguaglianza politica e legale, la legalizzazione del divorzio e l'abolizione della regolamentazione statale della prostituzione. Nel 1917 venne poi eletta Aleksandra Michajlovna Kollontaj, la prima donna ministra della storia, che ricoprirà poi anche importanti ruoli di ambasciatrice all'estero sotto Stalin.
Nel Codice penale del 1922 la pratica della prostituzione venne ufficialmente depenalizzata, nell'ottica di aiutare le prostitute e debellare la pratica alla radice, anziché limitarsi a perseguire penalmente. La politica sulla prostituzione si concentrò inizialmente su due obbiettivi principali, il controllo e la prevenzione delle malattie sessualmente trasmissibili e assicurarsi che tutte le donne potessero esercitare una professione con un salario equiparato, a parità di professione e ruolo, all'uomo, così da prevenire la degradante pratica.
Venne anzitutto sdoganata l'educazione sessuale, mettendo a punto un programma di educazione sessuale di massa per combattere la disinformazione e le malattie. L'educazione sessuale era pesantemente censurata nella Russia zarista, come del resto in tutto il mondo, con leggi che vietavano ai medici di tenere conferenze pubbliche sulla salute sessuale a meno che la polizia non fosse presente per fermare i colloqui ritenuti inappropriati.
Il Commissariato sovietico per la salute creò sotto Stalin il Consiglio centrale per la lotta alla prostituzione, che si occupò di fornire alle prostitute, e alle donne indigenti in generale, un'istruzione e un posto di lavoro. Furono create ad hoc le Cliniche del lavoro per rendere le prostitute membri attivi della società e reintegrarle nel mondo del lavoro. Le misure si rivelarono efficaci già dagli anni '30, arrivando ad aver sostanzialmente debellato la prostituzione negli anni '60.
Sarà poi dalla fine degli anni '80 in poi, sotto Gorbačëv, che si iniziarono a rivedere le prime prostitute per le strade di Mosca e in tutta l'URSS, assieme al revisionismo ideologico interno al PCUS, iniziato con Chruščëv e concretizzatosi nella Perestrojka di Gorbačëv, cambiò infatti anche la percezione della prostituta, non più vista come vittima ma come criminale, si reintrodusse infatti nel 1987 il reato di prostituzione.

### L'operato e le "grandi purghe"

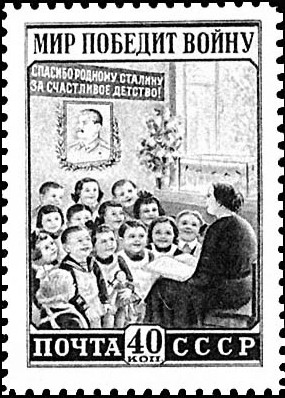
Francobollo sovietico anni cinquanta: "La pace sconfiggerà la guerra", che fa parte delle raffigurazioni del dopoguerra e sul cui manifesto c'è scritto: "Grazie, caro Stalin, per la nostra infanzia felice"

Stalin diede anche alcuni contributi allo sviluppo teorico del marxismo-leninismo, in particolare sul rapporto tra socialismo e movimenti nazionalisti. La prassi politica realizzatasi nei trent'anni del suo governo è stata definita dai suoi oppositori (in particolare trotskisti e anticomunisti) "stalinismo" al fine di evidenziare una sua parziale differenza rispetto alla formulazione classica del marxismo-leninismo.
Partendo dal concetto leninista di "dittatura del proletariato", secondo il quale dopo la rivoluzione e prima della realizzazione di una società comunista compiuta sarebbe necessaria una fase politica di transizione in cui i mezzi dello Stato conquistato dai lavoratori vengano da essi impiegati contro la resistenza della minoranza capitalista sconfitta e dalla teoria dell'estinzione dello Stato una volta terminato il periodo della dittatura del proletariato, Stalin seguì la teoria della violenza rivoluzionaria crescente all'interno del periodo di transizione già elaborata da Lenin.
Le caratteristiche distintive della gestione stalinista del potere in politica interna sono il culto della personalità e l'impiego del terrore, partendo nominalmente dal concetto leninista di "dittatura del proletariato". Lenin, in Stato e rivoluzione, aveva previsto che immediatamente dopo la presa del potere rivoluzionario l'apparato di repressione dello Stato, fin dall'inizio del periodo di transizione, avrebbe cominciato a indebolirsi fino a estinguersi una volta raggiunto il comunismo. Di fatto la pratica staliniana di governo andava nella direzione opposta: una crescita abnorme dell'apparato repressivo dello Stato. Questo creava dei problemi teorici e pratici di difficile soluzione in cui ci si chiedeva che socialismo poteva essere quello che si serviva di un apparato repressivo di tal fatta. Sul punto "dell'intensificarsi della lotta di classe man mano che si procedeva verso il socialismo" Stalin fu chiaro e disse nel riunione plenaria del febbraio-marzo 1937: "Quanto più andremo avanti, quanti più successi avremo, tanto più i residui delle classi sfruttatrici distrutte diverranno feroci". Con il 1928 ebbe inizio la cosiddetta "era di Stalin": da quell'anno infatti la vicenda della sua persona si identificò con la storia dell'Unione Sovietica, di cui fu l'onnipotente artefice fino alla morte. Dopo aver posto bruscamente termine alla NEP con la collettivizzazione forzata e la meccanizzazione dell'agricoltura e soppresso il commercio privato (i kulaki arricchiti furono declassati a semplici contadini dei kolchoz e quelli che si opponevano venivano avviati a campi di lavoro), fu dato avvio al primo piano quinquennale (1928-1932) che dava la precedenza all'industria pesante.
Le terribili "purghe" degli anni trenta (successive al misterioso assassinio di Sergej Kirov) che videro la condanna a morte o a lunghi anni di carcere di quasi tutta la vecchia guardia bolscevica, da Kamenev a Zinov'ev, da Radek a Sokol'nikov e Jurij Pjatakov; da Bucharin e Rykov a G. Jagoda e a M. Tuchačevskij (1893-1938); in totale 35 000 ufficiali su 144 000 che componevano l'Armata Rossa.
Secondo le stime del KGB (1960, rese note dopo la caduta dell'Unione Sovietica) 1118 persone vennero condannate a morte nel 1936, 681 692 persone nel 1937-1938 (353 074 nel 1937 e 328 018 nel 1938), e 2552 nel 1939 per reati politici. Il totale di condanne a morte politiche tra il 1930 e il 1953 è, sempre secondo queste stime, di 786 098, anche se molti storici le considerano sottostimate per diversi motivi. Stalin e i suoi collaboratori giustificarono il bagno di sangue che spazzò via dal PCUS ogni residuo di opposizione alla linea stalinista (operazione che privò, fra l'altro, l'Armata Rossa di oltre la metà dei suoi comandanti più prestigiosi e il partito dei dirigenti della generazione rivoluzionaria), con il timore di complotti e di moti reazionari, nonché con la presenza di una "quinta colonna" borghese-fascista nei vertici dell'esercito.
La totale riabilitazione delle vittime di Stalin ha definitivamente dimostrato che non è mai esistito alcun "complotto militare fascista" nell'esercito, anche se non tutti gli studiosi (neostalinisti e antirevisionisti a parte, i quali sostengono la posizione stalinista, seppur in maniera solitamente ideologica, come ad esempio Ludo Martens) concordano su questo: si veda Domenico Losurdo, che ha sostenuto che esisteva realmente una "quinta colonna" di tipo golpista o filo-capitalista all'interno dell'Unione Sovietica e che quindi Stalin non fosse completamente nel torto; pur avendo commesso repressioni non giustificate, per gli studiosi revisionisti (oltre a Losurdo, si ricorda anche Giorgio Galli) non bisogna comunque usare la figura di Stalin per condannare in toto l'esperienza sovietica. Lo storico Niccolò Pianciolla ha criticato l'opera di Losurdo sostenendo che la sua descrizione del Grande Terrore (1937-38) sarebbe "da tempo superata sulla base degli archivi".
In questo periodo, al di là dalle interpretazioni storiografiche, venne comunque intrapresa una lotta senza tregua contro i reali o presunti nemici del socialismo o antipartito. Vennero allontanati dal potere i più famosi capi della rivoluzione: Trockij, Kamenev, Zinov'ev, Bucharin, fino a giungere al culmine, coi processi di Mosca e con l'eliminazione fisica di tutta la vecchia guardia bolscevica e infine di Trockij (assassinato da un sicario nel 1940 a Città del Messico), già in esilio da più di un decennio Per dare un'idea dell'entità della repressione, solo considerando i componenti del Politburo degli anni venti, perirono nelle purghe i seguenti "vecchi bolscevichi", in gran parte "compagni d'armi di Lenin": Lev Kamenev, Nikolaj Krestinskij, Lev Trockij, Nikolaj Bucharin, Grigorij Zinov'ev, Aleksej Rykov, Jānis Rudzutaks, Grigorij Sokol'nikov, Nikolaj Uglanov, Vlas Čubar', Stanislav Kosior e Sergej Syrcov.
Dei 139 membri e supplenti del Comitato centrale del partito, eletti al XVII congresso del 1934, nei due anni successivi 98 furono arrestati e fucilati. Dei 1966 delegati con diritto di voto o di consulenza 1108, cioè chiaramente più della maggioranza, furono arrestati sotto l'accusa di delitti controrivoluzionari (dati del rapporto Krusciov). Ammessa alla Società delle Nazioni nel 1934, l'Unione Sovietica avanzò proposte di disarmo generale e cercò di favorire una stretta collaborazione antifascista sia fra i vari Paesi sia al loro interno (politica dei "fronti popolari"). Nel 1935 concluse patti di amicizia e reciproca assistenza con la Francia e la Cecoslovacchia; l'anno successivo appoggiò con aiuti militari la Spagna repubblicana contro Franco.
Tuttavia il patto di Monaco (1938) costituì un duro colpo per la politica "collaborazionista" di Stalin che a Litvinov sostituì Vjačeslav Molotov (1939) e alla linea possibilista alternò una politica puramente realistica. Per lunghi mesi nel 1939 l'Unione sovietica tentò di stringere accordi con l'Inghilterra e la Francia per giungere a un patto che garantisse l'aiuto delle due nazioni all'Unione Sovietica in caso di invasione tedesca, ma le due potenze occidentali inviarono a Mosca solo delegazioni di secondo grado senza il potere di stringere alcun accordo.
Di fronte alle tergiversazioni occidentali e temendo il sostegno di Francia e Inghilterra alla Germania nazista per costruire un unitario fronte anticomunista, Stalin preferì la "concretezza" tedesca (patto Molotov-Ribbentrop del 23 agosto 1939) che, secondo lui, se non era più in condizione di salvare la pace europea, poteva almeno momentaneamente assicurare la pace all'Unione Sovietica e prepararlo a quella che poi sarebbe stata chiamata la "grande guerra patriottica".
Una diversa interpretazione storiografica è, tuttavia, quella che vede il Patto Molotov-Ribbentrop come un tentativo di Stalin di far uscire l'URSS dall'isolamento internazionale in cui si trovava da almeno un biennio, reso palese dalla Conferenza di Monaco del 29-30 settembre 1938 a cui l'Unione Sovietica non era stata invitata. Un'ulteriore interpretazione storiografica (ad esempio, quella dello storico russo marxista-leninista Roy Medvedev, che ha scritto diverse opere su Stalin) vede uno Stalin in attesa degli eventi, pronto a schierarsi dalla parte del vincitore appena si fosse palesato come tale. La spartizione della Polonia (1939) e l'annessione di Estonia, Lettonia e Lituania e la guerra alla Finlandia (1940) rientrarono nella stessa concezione: garantire al massimo le frontiere sovietiche "calde". In seguito al patto di non aggressione con la Germania, il Comintern, strettamente controllato da Stalin, riesumò il vecchio slogan leniniano della guerra tra opposti imperialismi, attribuendo le maggiori responsabilità a Francia e Inghilterra. Tale linea provocò non poco scompiglio e disorientamento tra le file dei comunisti, molti dei quali erano approdati alle idee del comunismo proprio in funzione dell'anti-nazismo e dell'antifascismo.

### La modernizzazione dell'URSS

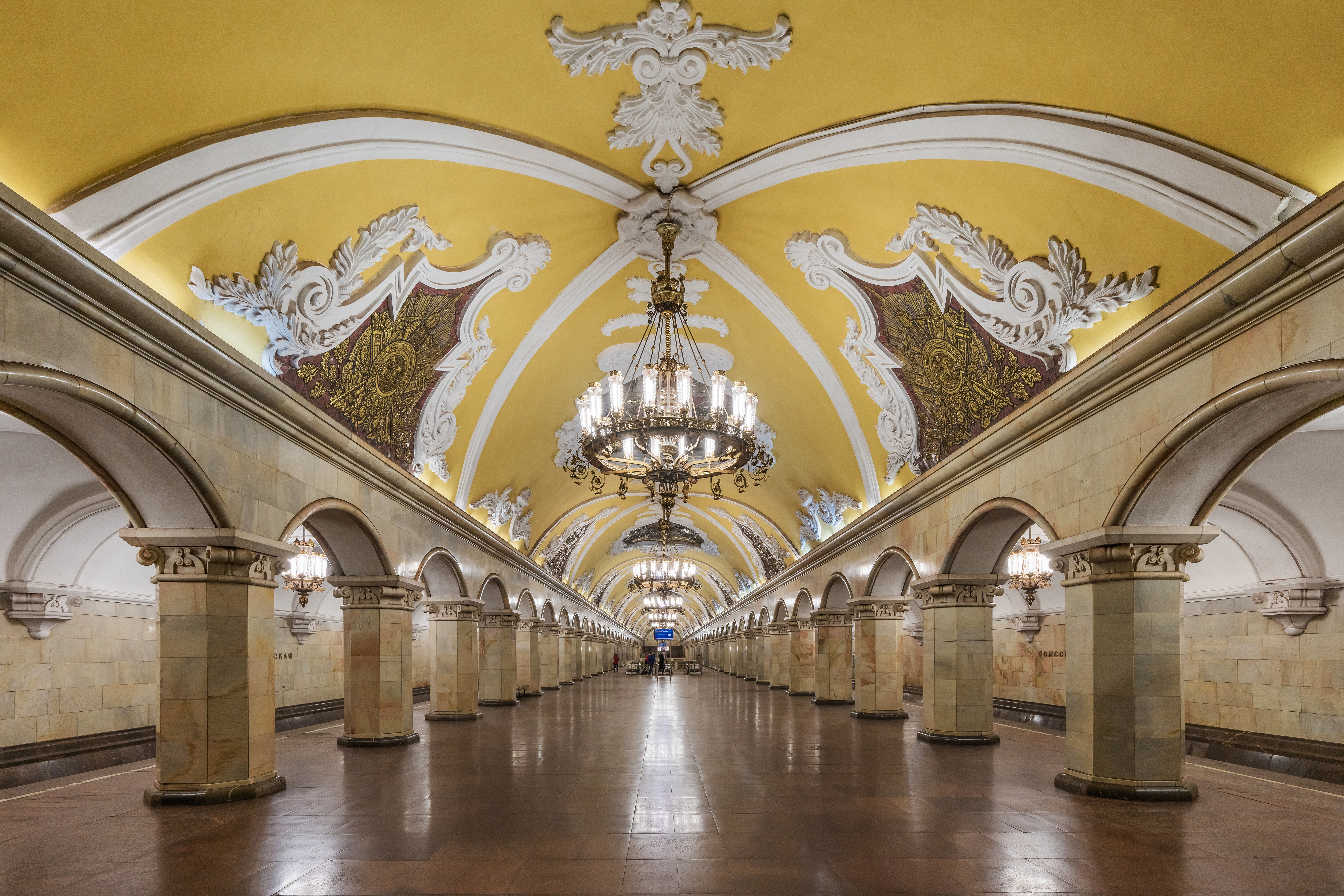
La stazione metropolitana Komsomolskaja, di epoca staliniana.

Mentre il mondo capitalistico attraversava la crisi della Grande depressione, l'Unione Sovietica sviluppava considerevolmente la propria produzione, aumentando la propria ricchezza. Circa la metà del reddito nazionale fu dedicata all'opera di trasformazione di un Paese povero e arretrato in una grande potenza industriale. Furono fatte massicce importazioni di macchinari e chiamate alcune decine di migliaia di tecnici stranieri. Sorsero nuove città per ospitare gli operai (che in pochi anni passarono dal 17 al 33% della popolazione), mentre una fittissima rete di scuole debellava l'analfabetismo e preparava i nuovi tecnici. Anche il secondo piano quinquennale (1933-1937) diede la precedenza all'industria che compì un nuovo grande balzo in avanti; ma non altrettanto brillante fu il rendimento agricolo per cui, in concomitanza con l'entrata in vigore di una nuova Costituzione (1936), ne fu modificata la troppo rigida struttura.
A quest'opera indubbiamente gigantesca corrisposero tuttavia un ferreo autoritarismo e un'implacabile intransigenza: ogni dissenso ideologico fu condannato come "complotto".
Uno dei simboli della modernizzazione dell'URSS fu senza dubbio la costruzione della metropolitana di Mosca, intitolata a Lenin, la cui prima linea venne inaugurata il 15 maggio 1935. Al termine del governo di Stalin la città disponeva di quattro linee, molte stazioni sono rimaste inalterate o ristrutturate fedelmente, mantenendo le tipiche decorazioni e affreschi che ne fanno ad oggi una delle metropolitane più apprezzate al mondo.

### I piani quinquennali
(I. Stalin, "Problemi economici del socialismo in URSS", 1952)
Già nel 1921 era nato il Gosplan (commissione statale per la pianificazione) ai fini di delineare una strategia industriale, ma il suo ruolo fu minore negli anni della NEP. Con Stalin il GOSPLAN fu incaricato di elaborare il primo piano quinquennale. I tecnici ed economisti del GOSPLAN, dovevano valutare le risorse dell'URSS e proporre un piano di crescita industriale, fissando precisi obbiettivi da raggiungere in 5 anni.
Dato il nuovo assetto ideologico, entro il quale il fine della produzione non era più l'accumulo di capitali e il guadagno a breve termine ma aumentare il benessere pubblico, elevare rapidamente i livelli materiale e culturale dei lavoratori e rafforzare l'indipendenza e le capacità di difesa, si poté agire puntando sull'industria pesante, e non sulla più remunerativa industria leggera, così da poter ambire a raggiungere la piena autosufficienza.
L'obiettivo principale del primo piano quinquennale, avviato nel 1929, era infatti apportare un grande incremento nella produzione di carbone, ferro, acciaio e petrolio. Si mirò inoltre a sviluppare una moderna industria meccanica, chimica e automobilistica. Il processo di industrializzazione, che già da un secolo si andava espandendo in Europa occidentale, fu solo coi piani quinquennali che toccò efficacemente la Russia, che era prima di allora una nazione prettamente rurale. L'industria passò infatti dal rappresentare il 28% della produzione economica nel 1928 a rappresentarne il 45% nel 1940.
Le entrate statali, gli investimenti, i trasferimenti settoriali e territoriali della manodopera vennero programmati in base agli obiettivi di piano e a obiettivi intermedi, annuali, necessari per introdurre aggiustamenti nel corso del piano.
Furono ottenuti risultati significativi come la piena occupazione, l'alfabetizzazione di massa, estese forme di sicurezza sociale, riuscendo così a eliminare la secolare miseria e le più gravi sperequazioni che caratterizzavano la Russia zarista, ma il sistema raramente raggiunse a pieno gli obiettivi produttivi fissati.
La colossale esperienza della pianificazione dell'economia nazionale fu fonte di grandi dibattiti all'interno del PCUS circa le modalità e gli obiettivi, testimoniati, oltre che dai verbali dei congressi, da una fitta serie di corrispondenze tra Stalin e altri membri del partito, tra cui le più significative furono con Jarošenko, Notkin, Aleksandra Vasil'evna Sanina e Venžer.
Le riflessioni sulla pianificazione con annesse analisi e critiche vennero poi racchiusi in diverse opere saggistiche e riflessive di Stalin, tra cui Vertigine dei successi. Sulle questioni del movimento di collettivizzazione agricola (1932) e Problemi economici del socialismo nell'URSS (1952).

## Politica estera

### Il riconoscimento internazionale
Dopo la Rivoluzione sovietica ben 14 differenti nazioni (tra cui Regno Unito, Francia, Stati Uniti, Germania e Italia) inviarono corpi d'armata, formando, assieme ai borghesi russi, l'Armata Bianca che fronteggiò l'Armata Rossa nella Guerra civile (1917-1923). Dopo la vittoria definitiva dei rivoluzionari si aprì così un periodo di nette tensioni tra i governi occidentali e la neonata Unione Sovietica, vittima fin da subito di forti sanzioni economiche. La priorità di Stalin in politica estera per non vanificare i successi della Rivoluzione, al contrario delle teorie trozkiste della "Rivoluzione permanente", era aprire dialoghi con i cosiddetti "governi borghesi", ovvero i governi occidentali, per ottenere un periodo di pace e stabilità economica dopo i duri anni della Guerra civile e della Prima guerra mondiale. In primo luogo occorreva il riconoscimento internazionale dell'URSS. Il Consiglio dei commissari del popolo già sotto Lenin si era battuto per il riconoscimento diplomatico dello stato sovietico. Le potenze dell'Intesa si erano sempre astenute dal riconoscimento ufficiale, sperando nel riemergere di un governo capitalista.
Di fatto, l'URSS fu riconosciuta dalla Germania e dai suoi alleati, che entrarono con essa nei colloqui di pace di Brest. La conclusione dei Trattati di Brest-Litovsk ha significato l'instaurazione di relazioni diplomatiche ufficiali dell'URSS con la Germania, l'Austria-Ungheria, l'Impero Ottomano e la Bulgaria. L'atteggiamento degli Stati dell'Intesa in relazione alla conclusione della pace si fece più ostile, la questione del riconoscimento fu rimossa dall'agenda. Anche le relazioni con l'Austria-Ungheria e l'Impero Ottomano hanno perso la loro forza a causa della loro disintegrazione.
Nuove opportunità si aprirono grazie alla Pace di Riga del 1921 con la Polonia. Il 16 marzo 1921, addirittura fu concluso il primo accordo commerciale sovietico-britannico. Furono conclusi accordi commerciali anche con altri stati dell'Europa occidentale. Tuttavia, le repubbliche sovietiche e gli stati dell'Europa occidentale conservarono molti problemi economici e politici irrisolti.
Il riconoscimento diplomatico delle repubbliche sovietiche ha riscontrato problemi anche in Asia, per via delle posizioni fortemente antimperialiste in favore dell'autodeterminazione dei popoli. Tra gli obbiettivi dell'URSS vi era ripristinare la sovranità di Iran (Impero britannico), Afghanistan (Impero britannico) e Mongolia (Impero cinese). Dopo la vittoria del Partito Rivoluzionario Popolare Mongolo nel 1921 fu concluso l'accordo di amicizia sovietico-mongolo.
Molte speranze furono riposte nella Conferenza di Genova del 1922, dove però solamente la Repubblica di Weimar riconobbe l'URSS.
La decisiva "ondata di riconoscimento" dell'URSS ebbe luogo sotto Stalin, tra il 1924 e il 1925. Il 22 gennaio 1924 i laburisti guidati da MacDonald vinsero le elezioni nel Regno Unito e si espressero in favore del riconoscimento dell'URSS. L'instaurazione di relazioni diplomatiche tra URSS e Regno Unito rese più facile il riconoscimento dell'URSS da parte degli altri paesi occidentali. Il 2 luglio dello stesso anno il governo italiano di Mussolini riconobbe formalmente l'URSS. Seguirono Francia, Austria, Norvegia, Svezia, Danimarca, Grecia, Messico. Il successo diplomatico dell'URSS proseguì in Estremo Oriente. Il 31 maggio 1924 si riuscì a firmare un accordo con la Cina sulla ripresa delle relazioni diplomatiche e sulla conservazione del controllo dell'URSS sulla Ferrovia Cinese Orientale.
Il 20 gennaio 1925 furono stabilite le relazioni con il Giappone e fu raggiunto un accordo sull'istituzione di relazioni diplomatiche tra il Giappone e l'URSS. Entro il 15 maggio 1925, le truppe giapponesi lasciarono finalmente Sachalin settentrionale.
Si fortificarono le relazioni in America Latina, grazie al riconoscimento da parte dell'Uruguay (1926) e Colombia (anni '30).
I rapporti dell'URSS con gli Stati Uniti e la Svizzera rimasero molto instabili. Dopo l'ascesa al potere del presidente degli Stati Uniti Roosevelt, uno dei suoi primi grandi eventi di politica estera fu l'istituzione di relazioni diplomatiche con l'URSS, il 16 novembre 1933.
Il 28 luglio 1933 furono stabilite le relazioni diplomatiche con la Repubblica Spagnola, che si riveleranno poi fondamentali, dato che Stalin sarà l'unico leader mondiale a supportare la fazione repubblicana contro Francisco Franco nella Guerra civile spagnola (1936-1939).
Nell'ambito della politica di "sicurezza collettiva", vennero allacciati rapporti diplomatici con la Cecoslovacchia, con i quali fu presto concluso l'accordo sovietico-cecoslovacco di mutua assistenza del 1935. Sempre negli anni '30 l'URSS stabilì relazioni diplomatiche con Belgio, Lussemburgo, Romania, Ungheria, Bulgaria, Albania.
Il processo di riconoscimento diplomatico dell'URSS si concluse con l'ammissione alla Società delle Nazioni il 18 settembre 1934.
Il grande successo ottenuto ebbe però vita breve, dato che venne ripristinato l'isolamento internazionale dell'URSS alla Conferenza di Monaco del 1938 tra Stati Uniti, Regno Unito, Germania nazista, Italia e Francia, principalmente per poter far annettere a Hitler la Boemia. Disconoscendo l'URSS, infatti, il Trattato di mutua assistenza tra URSS e Cecoslovacchia sarebbe decaduto, e Stalin avrebbe infranto il diritto internazionale se fosse intervenuto per difendere la Cecoslovacchia. Il risultato sarà lo smembramento della Cecoslovacchia tra Germania nazista, Regno d'Ungheria e Polonia.
Durante la seconda guerra mondiale l'isolamento internazionale dell'URSS sarà completamente abbattuto.

### La "Svolta di Stalin" e la nascita dell'Antifascismo in Europa
Con la gravissima crisi economica iniziata nel 1929, sembrava che, in Europa, il capitalismo sarebbe crollato sotto il peso delle proprie contraddizioni, come annunziato dalla dottrina marxista. Invece, a trarre beneficio dalla disoccupazione di massa fu, in primo luogo, un movimento di estrema destra come il nazionalsocialismo. L'ascesa di Hitler al potere fu una pesantissima sconfitta per il movimento comunista internazionale. La vittoria nazista in Germania non significava solo la messa al bando del più forte partito comunista d'Europa (il PCdG), ma anche la definitiva liquidazione di qualsiasi prospettiva di rivoluzione, che all'inizio degli anni '30 era ancora ritenuta imminente.
A Mosca, Stalin si rese conto immediatamente del fatto che, sugli eventi tedeschi, aveva pesato in modo fortissimo la frattura irriducibile che dal 1918 aveva lacerato il movimento operaio: invece di allearsi e cercare di combattere insieme il nazismo, comunisti e socialdemocratici si erano accaniti gli uni contro gli altri, presentando liste separate, cercando di strapparsi i voti e calunniandosi a vicenda. Nel 1934 la situazione si presentava molto simile in Francia, dove socialisti e comunisti erano divisi, mentre numerose organizzazioni di estrema destra, nazionaliste e antisemite, minacciavano apertamente di cancellare il sistema parlamentare, non appena ne avessero avuto la forza.
Pertanto, nel giugno 1934, Stalin iniziò a dare ordini all'Internazionale Comunista, affinché i partiti comunisti dei vari Paesi europei cambiassero radicalmente strategia e stringessero accordi elettorali e programmatici non solo con socialisti e socialdemocratici, ma perfino con tutte quelle forze borghesi che si opponevano sinceramente al fascismo, definito fin dal 1933 come «la dittatura terroristica degli elementi più reazionari, più sciovinisti, più imperialistici del capitale finanziario». Anche se specificava che «il fascismo è il potere dello stesso capitale finanziario», malgrado ciò, la definizione elaborata dal Comintern lasciava un margine d'azione e uno spazio notevoli, in quanto permetteva di sostenere che non tutta la borghesia era criminale e disposta a usare il terrore per sottomettere il proletariato rivoluzionario.
In politica estera, la svolta compiuta da Stalin portava in direzione di una possibile intesa con alcune potenze capitalistiche. Fino a quel momento, Stalin aveva disprezzato sia l'ordine di Versailles (da cui era nata la Polonia, a spese della Russia), sia la Società delle Nazioni. Inghilterra e Francia erano state giudicate potenze imperialiste e come tali condannate senza appello, alla stessa stregua dell'Italia di Mussolini.
La svolta di Stalin sancì un vero e proprio cambio di prospettiva in tutta Europa, aprendo alla collaborazione con i partiti borghesi non fascisti e gettando le basi per le future Resistenze partigiane, nate dall'unione di comunisti con altre forze antifasciste.

### La guerra civile spagnola
Il 17 e 18 luglio 1936 le guarnigioni militari dell'Africa spagnola guidate da Francisco Franco insorsero contro il governo della Repubblica, attuando un colpo di Stato che però ebbe successo solo in una parte del Paese. La Spagna rimase così divisa in due zone: una sotto l'autorità del governo repubblicano e l'altra controllata dai fascisti. La situazione portò allo scoppio della sanguinosa Guerra civile spagnola.
Fin da subito Hitler si schierò dalla parte di Franco, anche per testare le novità ingegneristiche in campo bellico della macchina da guerra nazista, specialmente l'Aviazione. All'esercito tedesco si accodarono poi anche quello italiano di Mussolini e quello portoghese di Salazar.
In soccorso dei repubblicani intervennero solamente l'URSS di Stalin e il Messico guidato da Lázaro Cárdenas. Nello specifico Stalin inviò in Spagna 2064 tecnici, 772 piloti d'assalto e vari armamenti (1000 carri armati, 30 000 mitragliatrici, munizioni e materiale sanitario).
Il sanguinoso conflitto, del quale si ricorda il tragico Bombardamento di Guernica ad opera dei nazisti che ispirò il celebre quadro di Pablo Picasso, si concluse il 1º aprile 1939 con la vittoria del generale Franco, che condurrà la Spagna a una dittatura militare conclusasi solamente nel 1975. Lo sviluppo di una forte repressione sugli sconfitti costrinse migliaia di spagnoli all'esilio e ne condannò molti altri a morte o alla reclusione.
Il sostegno della Spagna alle Potenze dell'Asse durante la seconda guerra mondiale portò a un isolamento internazionale di natura politica ed economica, tuttavia, l'efferato anticomunismo del regime spagnolo fece sì che durante la guerra fredda il regime franchista venisse tollerato e riconosciuto dalle potenze occidentali.

### Guerre di confine sovietico-giapponesi
Le Guerre di confine sovietico-giapponesi furono una serie di guerre di confine avvenute tra il 1932 ed il 1945 senza una formale dichiarazione di guerra tra l'Impero giapponese e la Repubblica Popolare di Mongolia aiutata dall'Unione Sovietica.
In seguito all'invasione giapponese della Manciuria del 1931 erano frequenti le violazioni del territorio della Mongolia, alleata sovietica, e del confine con l'Unione Sovietica.
In risposta si verificarono ingerenze anche dalla controparte sovietica. Secondo l'esercito imperiale giapponese, tra il 1932 e il 1934 ebbero luogo 152 violazioni del confine, soprattutto perché i sovietici trovarono necessario raccogliere informazioni all'interno della Manciuria. Da parte loro, i sovietici accusarono i giapponesi di 15 casi di violazione delle frontiere, 6 intrusioni aeree e 20 episodi di tentato spionaggio nel solo 1933. Altre centinaia di violazioni vennero segnalate da entrambe le parti negli anni seguenti. A peggiorare le cose, la diplomazia e la fiducia sovietico-giapponese erano diminuite ulteriormente in questi anni, con il Giappone di Hirohito apertamente dichiarato "nemico fascista" nel VII Congresso del Comintern.
I conflitti armati si verificarono a partire dal 1935 e tra le principali operazioni militari note si ricorda la battaglia del lago Chasan (1938), tuttavia è difficile avere una storiografia certa del conflitto, dato che rimase per lungo tempo segretato.
I combattimenti si conclusero con la vittoria decisiva sovietico-mongola sui giapponesi nelle Battaglie di Khalkhin Gol (1939), che risolsero le dispute e ristabilirono i confini allo status quo ante bellum, salvaguardando anche la Mongolia dalle mire imperialistiche giapponesi.
Il principale comandante sovietico delle operazioni fu il generale Georgij Žukov, che sarà anche, sei anni più tardi, tra i generali sovietici che entrarono a Berlino ponendo fine alla seconda guerra mondiale.
Le guerre di confine sovietico-giapponesi contribuirono pesantemente alla firma del Patto nippo-sovietico di non aggressione del 1941, che consentì a Stalin di avere salvo il confine giapponese e concentrare le forze per respingere l'aggressione nazista.

### Occupazione della Germania

La partizione della Germania in seguito alla Conferenza di Potsdam tra Stati Uniti, Francia, Regno Unito, Polonia e Unione Sovietica

Alla Conferenza di Potsdam dell'agosto 1945, dopo la resa incondizionata della Germania nazista le potenze vincitrici si consultarono su come procedere rispetto alla Germania, optando infine per dividere la nazione in quattro zone di occupazione militare, ai fini di riparare gli Alleati dei danni di guerra. Le amministrazioni delle quattro potenze terminarono formalmente nel 1949, quando nacquero la Germania Ovest e la Germania Est.
I disagi provocati dalla divisione in due "Germanie" al popolo tedesco erano evidenti, fu così che Stalin il 10 marzo 1952 emanò un comunicato ufficiale (la famosa Nota di Stalin) nel quale proponeva alle potenze occidentali un mutuo disimpegno militare al fine di creare uno stato tedesco unitario e neutrale. La proposta di Stalin venne respinta dalle potenze occidentali, che nel frattempo stavano lavorando per includere la Germania Ovest nella NATO.
Dopo la morte di Stalin nel 1953 le tensioni tra le due nazioni crebbero notevolmente col progressivo instaurarsi della guerra fredda, arrivando alla costruzione del famoso Muro di Berlino, costruito nel 1961 per volere di Nikita Krusciov.

### Occupazione dell'Impero Giapponese

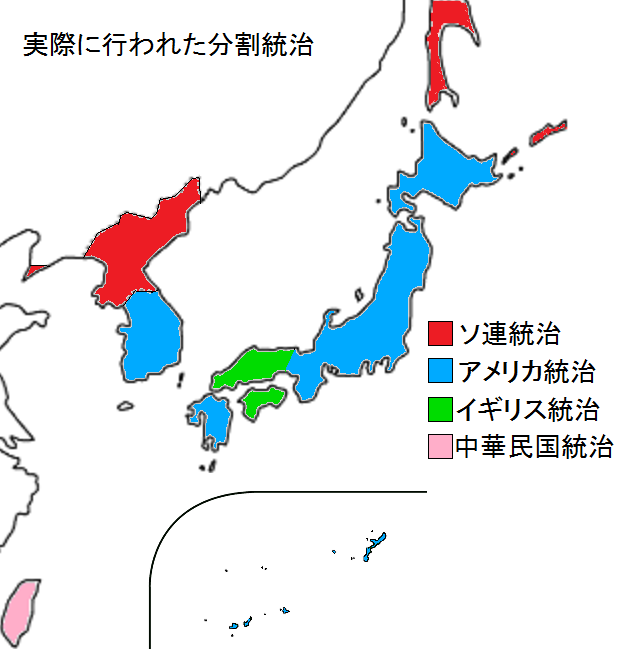
La suddivisione del Giappone al termine della seconda guerra mondiale. In rosso le aree amministrate dall'URSS (1945-1948).

Al termine della seconda guerra mondiale l'Impero Giapponese, così come la Germania, venne temporaneamente occupato dagli Alleati per riparare dei danni di guerra. All'Unione Sovietica spettò la zona settentrionale della Corea e il Sachalin (ex territorio russo occupato dal Giappone).
L'amministrazione civile sovietica in Corea si concluse il 3 settembre 1948 con la proclamazione della Repubblica Popolare Democratica di Corea.

### Rivoluzione cinese

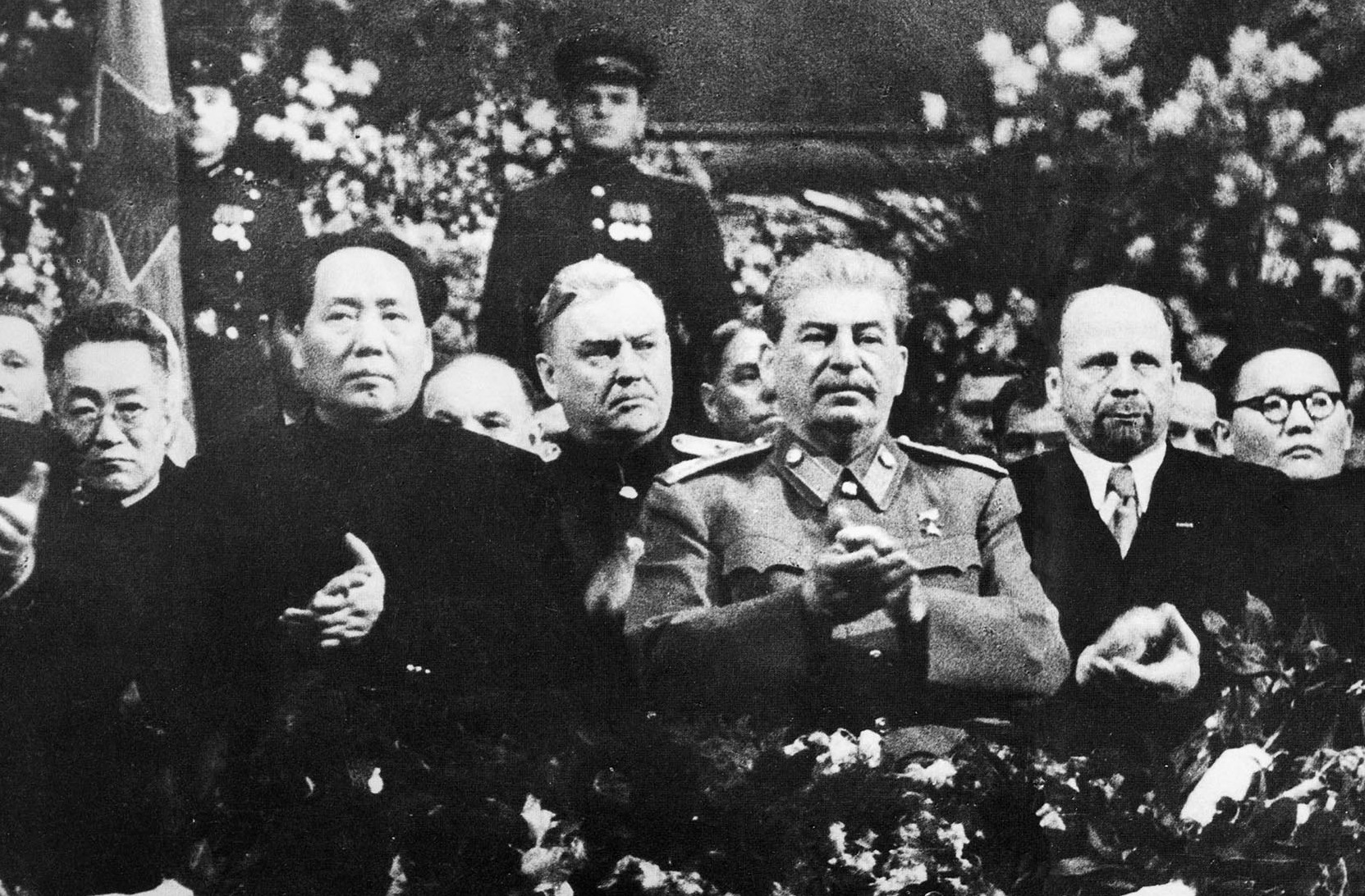
Stalin e Mao Zedong nel 1949.

Stalin non nutriva particolare stima personale nei confronti di Mao Zedong, nonostante al contrario egli ammirava molto Stalin, ma al tempo stesso riteneva Mao l'unica opportunità di concretizzare una rivoluzione comunista in Cina. Infatti Stalin appoggiò la fazione di Mao nella Guerra civile cinese fin dal 1936, contro la fazione nazionalista guidata da Chiang Kai-shek appoggiata da Germania nazista e Italia.
Una presenza ingombrante in Cina era anche quella dell'Impero giapponese, che controllava la vasta area del Manciukuò e tutta la costa orientale cinese. L'occupazione giapponese della Cina terminerà definitivamente, dopo decenni di scontri, con l'Invasione sovietica della Manciuria, nell'agosto 1945, dove furono impiegati 1,5 milioni di soldati sovietici.
Al termine della seconda guerra mondiale lo scontro tra il bando comunista e il bando nazionalista si intensificò maggiormente e Stalin continuò convintamente nel fornire ingenti equipaggiamenti, armamenti e supporto strategico e militare all'Armata rossa cinese, che combatteva però Chiang Kai-shek risolutamente sostenuto dagli Stati Uniti.
Il sanguinoso conflitto si concluse formalmente il 1º ottobre 1949 quando Mao proclamò la Repubblica popolare cinese, e ufficialmente si concluse in novembre con la caduta di Chongqing, ultima fortezza nazionalista, dalla quale Chiang Kai-shek al seguito di 600.000 militari e alcuni civili evacuerà, grazie all'aiuto della marina statunitense, nell'Isola di Formosa, dando origine allo stato di Taiwan, che tutt'oggi reclama la sovranità sulla Cina, che a sua volta reclama la sovranità su Taiwan.
Sotto Stalin e i primissimi anni di Chruscev i rapporti tra URSS e Cina saranno ottimali, con una stretta collaborazione economica e tecnologica, il supporto tecnico di scienziati ed economisti sovietici sarà infatti fondamentale per la riuscita del primo piano quinquennale di Mao (1953-1957). Tuttavia per una serie di vertenze politiche e ideologiche si verificherà un allontanamento tra le due nazioni già a partire dal 1956, fino alla drastica rottura sino-sovietica del 1960-61, che sarà poi tra le concause del fallimento del secondo piano quinquennale cinese, il "Grande balzo in avanti" pianificato per il periodo 1958-1963, ma abbandonato e revisionato nel 1961.

### Guerra di Corea
Nell'agosto 1945 i comandi statunitense e sovietico stabilirono la demarcazione della penisola coreana, precedentemente occupata dall'Impero Giapponese, al 38º parallelo, al nord del quale si sarebbe insediata l'Amministrazione civile sovietica e al sud il Governo militare statunitense.
Quando le rispettive amministrazioni si ritirarono nel 1948 lasciarono due regimi antitetici nelle rispettive zone d'influenza, il 13 agosto venne proclamata la Repubblica di Corea (Corea del Sud) guidata da Syngman Rhee e il 9 settembre la Repubblica popolare democratica di Corea (Corea del Nord) guidata da Kim Il-sung. Entrambe le "Coree" rivendicavano la sovranità sull'intera penisola, iniziò dunque un periodo di grandi ostilità caratterizzato da forti provocazioni e repressioni da ambo i lati.
Il 25 giugno 1950 la Corea del Nord invase la Corea del Sud dando inizio alla Guerra di Corea, il primo teatro concreto della guerra fredda. La Corea del Nord venne fiancheggiata dalla Cina di Mao Zedong (con circa 750 000 uomini) e dall'URSS (con circa 26 000 uomini), mentre la Corea del Sud vide l'appoggio di Stati Uniti, Regno Unito, Francia e ONU.
Il conflitto fu particolarmente sanguinoso e controverso per via del largo utilizzo di napalm da parte dell'aviazione occidentale, nel complesso coinvolse circa 3 milioni di soldati e provocò la morte di circa 2 milioni di militari e 2 milioni di civili. La guerra si concluse il 27 luglio 1953 con l'Armistizio di Panmunjeom, che riportò di fatto la situazione alla situazione prebellica, se non per qualche perfezionamento sul confine.

## Seconda guerra mondiale

### Il Patto Molotov-Ribbentrop
Il clima dell'Europa degli anni '30 era estremamente chiuso a qualsiasi consultazione diplomatica con l'URSS. Stalin già dal 1934 si era espresso sull'urgenza di dover arginare la deriva nazifascista dell'Europa di quegli anni, che rimase tuttavia estremamente sottovalutata, se non talvolta aiutata, dalle potenze occidentali. Lo stesso ministro degli esteri inglese, Lord Halifax, in un suo incontro con Adolf Hitler avvenuto il 19 novembre 1937, espresse simpatie per le rivendicazioni tedesche e definì la Germania nazista "baluardo dell'Europa contro il bolscevismo". L'atteggiamento occidentale cambierà leggermente nell'aprile del 1939, quando i governi di Regno Unito e Francia avanzarono a Stalin la possibilità per un accordo di difesa militare in caso di aggressione nazista. Appariva infatti molto concreta la possibile invasione della Polonia da parte di Hitler e Stalin non voleva assolutamente correre il rischio di avere truppe naziste sul confine sovietico, anche perché l'esercito sovietico era nel frattempo impegnato in un conflitto segreto contro l'Impero Giapponese. Le trattative tra i ministeri inglese, francese e sovietico furono molto lunghe e farraginose, con i ministeri inglese e francese sempre poco disposti alla collaborazione e lenti nel fornire risposte, a differenza della controparte sovietica. Stalin fino alla terza settimana di agosto si era reso disponibile a inviare circa un milione di soldati sovietici al confine polacco-tedesco, ma Regno Unito e Francia non vollero concludere il negoziato.
Fu così che il ministero degli esteri sovietico, capeggiato da Molotov, si vide costretto a fare il "patto col diavolo" pur di salvare il confine e si rivolse direttamente alla Germania. L'accordo riuscì e si concluse il 22 agosto, con la conseguente Spartizione della Polonia e il ritorno dei Paesi Baltici sotto l'URSS. Grazie all'accordo i sovietici "allontanarono" il confine di circa 300 chilometri, il che si rivelerà di vitale importanza durante la resistenza all'Invasione nazifascista dell'Unione Sovietica del 1941.
Essendo tutti questi retroscena segretati per quasi 70 anni, il Patto Molotov-Ribbentrop fu a lungo oggetto di strumentalizzazioni da parte della stampa occidentale, che fece del patto la prova portante della tesi per la quale, tutto sommato, non vi era poi troppa differenza tra Stalin e Hitler. Altri studiosi non concordano con questa tesi: lo storico Richard Overy ha affermato che: "Vi sono prove schiaccianti che la leadership di Mosca s'è trastullata con l'idea di un'alleanza con l'Occidente solo per costringere la Germania ad acconsentire a qualche concreta concessione per l'Unione Sovietica. Una nota di Stalin del 7 agosto al ministro sovietico della Difesa incaricato delle trattative con inglesi e francesi riporta istruzioni piuttosto precise su come portare avanti i negoziati, e al tempo stesso vanificarli. Lo storico Ennio Di Nolfo nota che nel '39 il pericolo di un attacco nazista non esisteva ancora perché Hitler, di fronte alla garanzie anglofrancesi a difesa dell'indipendenza della Polonia, era intenzionato ad evitare una guerra su due fronti; e inoltre, i negoziati economici in vista di una nuova "base politica" tra Germania e Unione Sovietica ebbero inizio nel maggio del '39, nello stesso periodo in cui l'URSS stava negoziando con Francia e Inghilterra per una possibile alleanza in funzione antitedesca: segno evidente che Stalin stava giocando su due tavoli.

### Seconda guerra mondiale
(Georgij Zhukov, Memorie e battaglie, 1970)

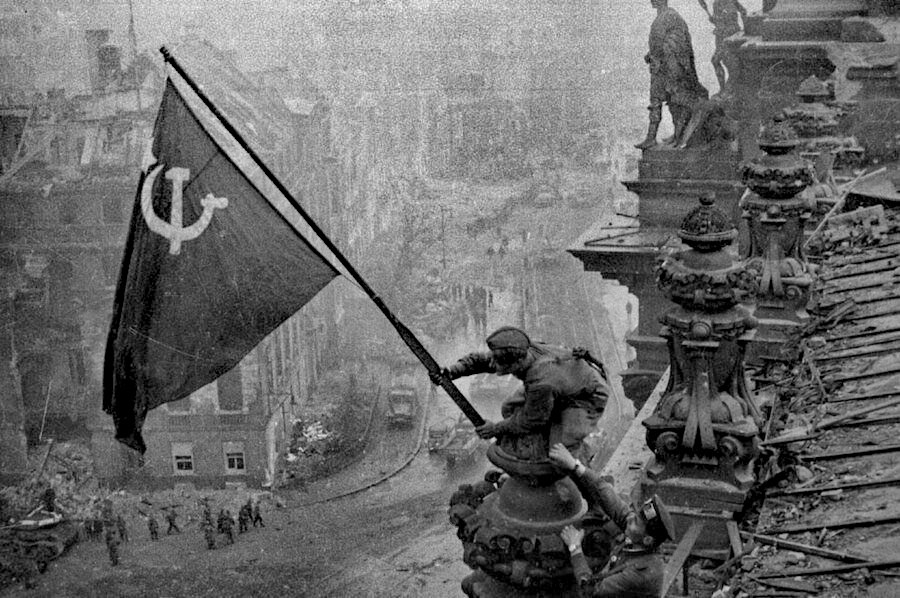
Berlino, 2 maggio 1945, un soldato sovietico issa la Bandiera della Vittoria sul Reichstag, immagine iconica della capitolazione nazista

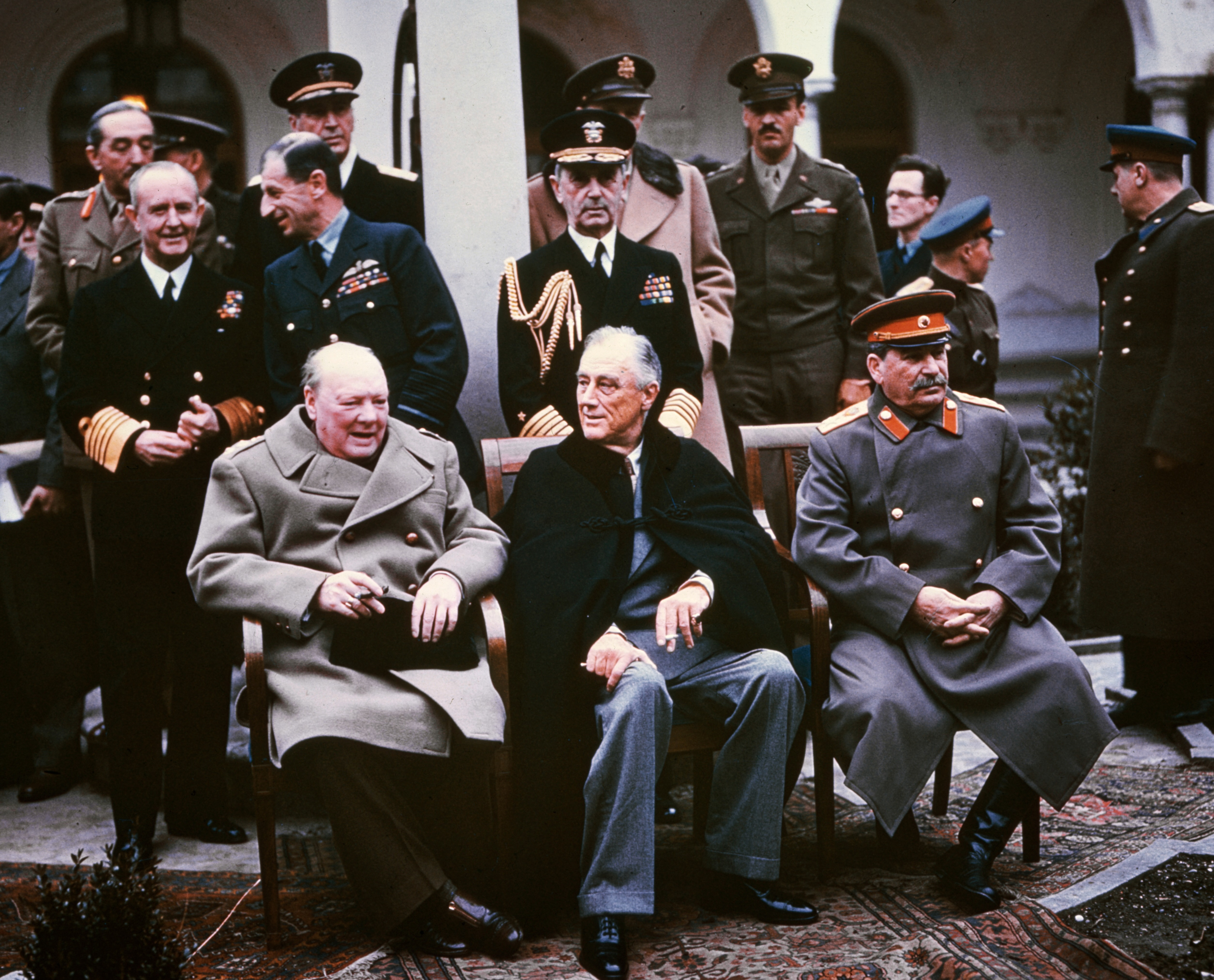
I "tre Grandi": il primo ministro inglese Winston Churchill, il presidente degli Stati Uniti d'America Franklin Delano Roosevelt e Stalin alla conferenza di Jalta nel febbraio 1945, insieme anche a Molotov (estrema sinistra), Sir Andrew Cunningham, Sir Charles Portal (alle spalle di Churchill) e William D. Leahy (dietro Roosevelt)

Il fronte orientale (indicato nella storiografia russo/sovietica come "Grande guerra patriottica") rappresentò uno dei maggiori teatri bellici della seconda guerra mondiale, che decise il conflitto in Europa. Le operazioni condotte su questo fronte videro contrapposte da una parte le forze armate della Germania nazista e dei suoi alleati e dall'altro quelle dell'Armata Rossa dell'Unione Sovietica, sostenuta più avanti nel conflitto dalle varie resistenze partigiane delle nazioni occupate dalle forze nazifasciste.
L'attacco contro l'URSS ebbe inizio il 22 giugno 1941 con l'Invasione dell'Unione Sovietica da parte di Germania, Italia e i loro alleati, che schierarono un esercito di oltre 3 milioni di uomini. L'avanzata tedesca inizialmente travolse le forze armate sovietiche, poco dopo l'attacco Stalin fece fucilare il comandante del Fronte Occidentale generale D. G. Pavlov e il comandante della 4ª Armata A. A. Korobkov, emanò l'ordine numero 227 noto come: "Non un passo indietro!". L'avanzata tedesca arrivò fino alle porte di Mosca, dove Stalin riuscì a organizzare una tenace resistenza e l'Armata Rossa passò al contrattacco a partire dal 5 dicembre 1941, vincendo la battaglia di Mosca.
Malgrado l'attacco della Wehrmacht tedesca, l'esercito sovietico riuscì a stabilire una linea difensiva e mantenne il possesso delle tre città di Leningrado (oggi San Pietroburgo), Mosca e Stalingrado (oggi Volgograd) e l'Unione Sovietica riuscì lentamente a riorganizzare e potenziare le sue forze ad est degli Urali.
Si aprì così un periodo di collaborazione con le potenze occidentali, e l'URSS fu inclusa tra le nazioni che beneficiavano della legge Lend-Lease statunitense.
La svolta avvenne con la vittoria nella decisiva Battaglia di Stalingrado; che si prolungò per oltre sei mesi, dal 17 luglio 1942 al 2 febbraio 1943.
Nel 1944-1945 infine le truppe sovietiche avanzarono in Europa orientale e in Germania, concludendo vittoriosamente la guerra entrando a Berlino, Vienna e liberando il Campo di concentramento di Auschwitz.
Nel complesso si stima che la guerra e la durissima occupazione nazista sia costata la vita di circa 10,6 milioni di militari e 15,7 milioni di civili, facendo dell'Unione Sovietica lo stato che più patì la furia nazifascista sia in termini militari che civili.
Oltre al suo apporto – notevole e decisivo – alla conduzione della guerra, fu anche estremamente significativo il ruolo di Stalin come grande diplomatico, evidenziato dalle conferenze al vertice. Fu assai stimato da Franklin Delano Roosevelt, meno da Winston Churchill, cui fece velo la vecchia ruggine (rinforzata dai fatti del 1939) anticomunista. Stalin fu infatti candidato al Premio Nobel per la Pace due volte. La prima volta nel 1945, dallo storico e politico norvegese Halvdan Koht. La candidatura fu riproposta da Wladislav Rieger, professore della Università Carolina di Praga, nel 1948.
Durante i vari incontri il primo ministro britannico Winston Churchill descrisse così Stalin:

## Il dibattito sulle uccisioni

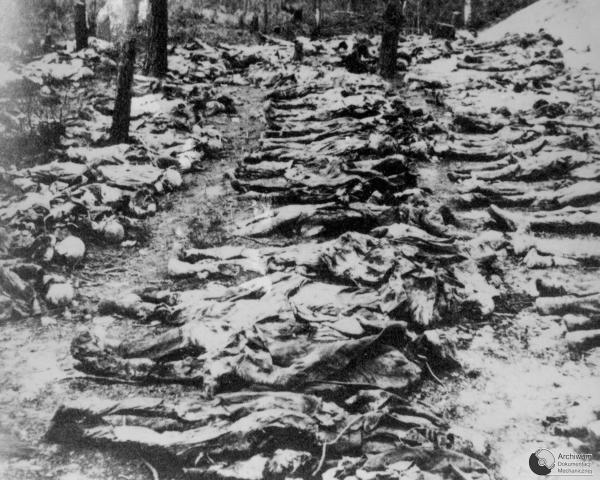
Foto scattata nel 1943 dell'esumazione della fossa comune di soldati polacchi uccisi dal NKVD nel massacro di Katyn'

Prima della dissoluzione dell'Unione Sovietica i ricercatori che hanno tentato di determinare il numero di persone uccise sotto il regime di Stalin hanno prodotto stime che vanno dai 3 ai 60 milioni di individui. Dopo la fine dell'Unione Sovietica la disponibilità di accesso agli archivi sovietici, prima segreti, ha permesso di reperire la documentazione ufficiale di 799,455 esecuzioni tra il 1921 e il 1953, di circa 1,7 milioni di morti nei gulag e di 390 000 morti nei lavori forzati, con un totale di circa 2,9 milioni di vittime ufficialmente registrate in queste categorie.
I documenti ufficiali d'archivio sovietici non contengono dati completi per altre categorie di vittime, come quelle conseguenti alle deportazioni etniche o all'emigrazione dei tedeschi alla fine della seconda guerra mondiale. Eric Weitz ha scritto: "Nel 1948, secondo Nicolas Werth, il tasso di mortalità dei 600 000 deportati dal Caucaso tra il 1943 e il 1944 aveva raggiunto il 25%". Altre rilevanti esclusioni includono il massacro di Katyn', ulteriori omicidi nelle aree occupate e le fucilazioni di massa da parte dell'Armata Rossa. Durante la guerra i sovietici videro circa 158 000 disertori tra le file del loro esercito. Le statistiche ufficiali sulla mortalità nei gulag escludono inoltre le morti dei prigionieri avvenute subito dopo il loro rilascio, ma che furono diretta conseguenza del duro trattamento subito nei campi. Tuttavia alcuni storici ritengono che le cifre contenute negli archivi ufficiali registrate dalle autorità sovietiche siano inaffidabili e incomplete.
Gli storici che affrontarono il problema dopo la dissoluzione dell'Unione Sovietica hanno stimato un numero totale di vittime che varia tra i circa 4 milioni a i quasi 10 milioni di individui, senza contare coloro che non sono sopravvissuti alle carestie. Lo scrittore russo Vadim Erlikman, per esempio, ha formulato le seguenti stime: esecuzioni: 1,5 milioni; gulag: 5 milioni; deportazioni: 1,7 milioni su 7,5 milioni di deportati; prigionieri di guerra e civili tedeschi: 1 milione; per un totale di circa 9 milioni di vittime conseguenti alla repressione.
Alcuni studiosi hanno incluso anche la morte di 6-8 milioni di persone per fame, tra il 1932-1933, tra le vittime della repressione di Stalin. Tuttavia questa categorizzazione è controversa: infatti gli storici non sono unanimemente concordi sul fatto che la carestia fosse una parte deliberata della campagna di repressione contro i kulaki e altri oppositori, o semplicemente una conseguenza involontaria della collettivizzazione forzata. La maggioranza degli studiosi è tuttavia concorde sul fatto che il regime sovietico adoperò la carestia come "arma" per sottomettere la resistenza dei contadini ucraini.
Secondo Aleksandr Jakovlev, che diresse la commissione per la riabilitazione delle vittime delle repressioni, creata dal presidente El'cin nel 1992, i morti causati dal regime di Stalin furono oltre 20 milioni. In una conversazione con Winston Churchill nel 1942, lo stesso Stalin ammise di aver dovuto combattere, durante la collettivizzazione forzata degli anni '30, contro dieci milioni di contadini, affermando che fu una lotta più terribile di quella che stava combattendo contro i tedeschi.
Secondo quanto affermato invece da Robert Conquest nel suo libro Il Grande Terrore i morti nei Gulag e nei campi di lavoro sarebbero stimabili tra i 13 e i 15 milioni, su una popolazione di 30 milioni di internati. Conquest aveva affermato che i dati di archivio che sarebbero stati pubblicati dopo la dissoluzione dell'Unione Sovietica avrebbero corroborato le sue analisi, ma Viktor N. Zemskov, uno degli storici che hanno potuto accedere agli archivi desecretati del NKVD/MVD, ha pubblicato dati fortemente contrastanti con le supposizioni di Conquest:
|                     | Arresti nel 1937-1938 | Popolazione dei gulag nel 1938 | Popolazione dei gulag e delle carceri nel 1938 | Popolazione dei gulag nel 1952 | Morti nei gulag nel 1937-1938 | Esecuzioni nel 1937-1938 | Esecuzioni totali tra il 1921 e il 1953 |
| A. Antonov-Ovseenko | 18,8 milioni          |                                | 16 milioni                                     |                                |                               |                          | 7 milioni                               |
| R. A. Medvedev      | 5-7 milioni           |                                |                                                |                                |                               | 0,5-0,6 milioni          |                                         |
| O. Šatunovskaja     | 19,8 milioni          |                                |                                                |                                |                               | 7 milioni                |                                         |
| D. Volkogonov       | 3,5-4,5 milioni       |                                |                                                |                                |                               |                          |                                         |
| R. Conquest         | 7-8 milioni           | ~7 milioni                     | ~8 milioni                                     | 12 milioni                     | 2 milioni                     | 1 milione                |                                         |
| Accertati           | ~2,5 milioni          | ~1,9 milioni                   | 2,0 milioni                                    | 2,5 milioni                    | 160 084                       | 681 682                  | 799 455                                 |

La discrepanza tra le stime di Conquest e i dati di archivio ha portato lo storico Stephen G. Wheatcroft a sostenere un'aspra diatriba con il collega: mentre Conquest sostiene che gli archivi del NKVD sono inaffidabili e presentano dati palesemente contraffatti, Wheatcroft afferma che l'analisi di Conquest abbia esagerato il numero di prigionieri e di morti nei campi di lavoro e sia in contraddizione con le analisi demografiche, gli studi condotti sull'uso dei lavori forzati in Unione Sovietica e i dati di archivio desecretati. Lo storico Marcello Flores sostiene che, sulla base della documentazione attualmente disponibile dagli archivi sovietici, tra il 1930 e il 1952, un milione di persone vennero condannate alla fucilazione, 19 milioni a pene detentive in campi e prigioni, 30 ai lavori forzati e ad altre misure repressive.

### Violazioni dei diritti umani

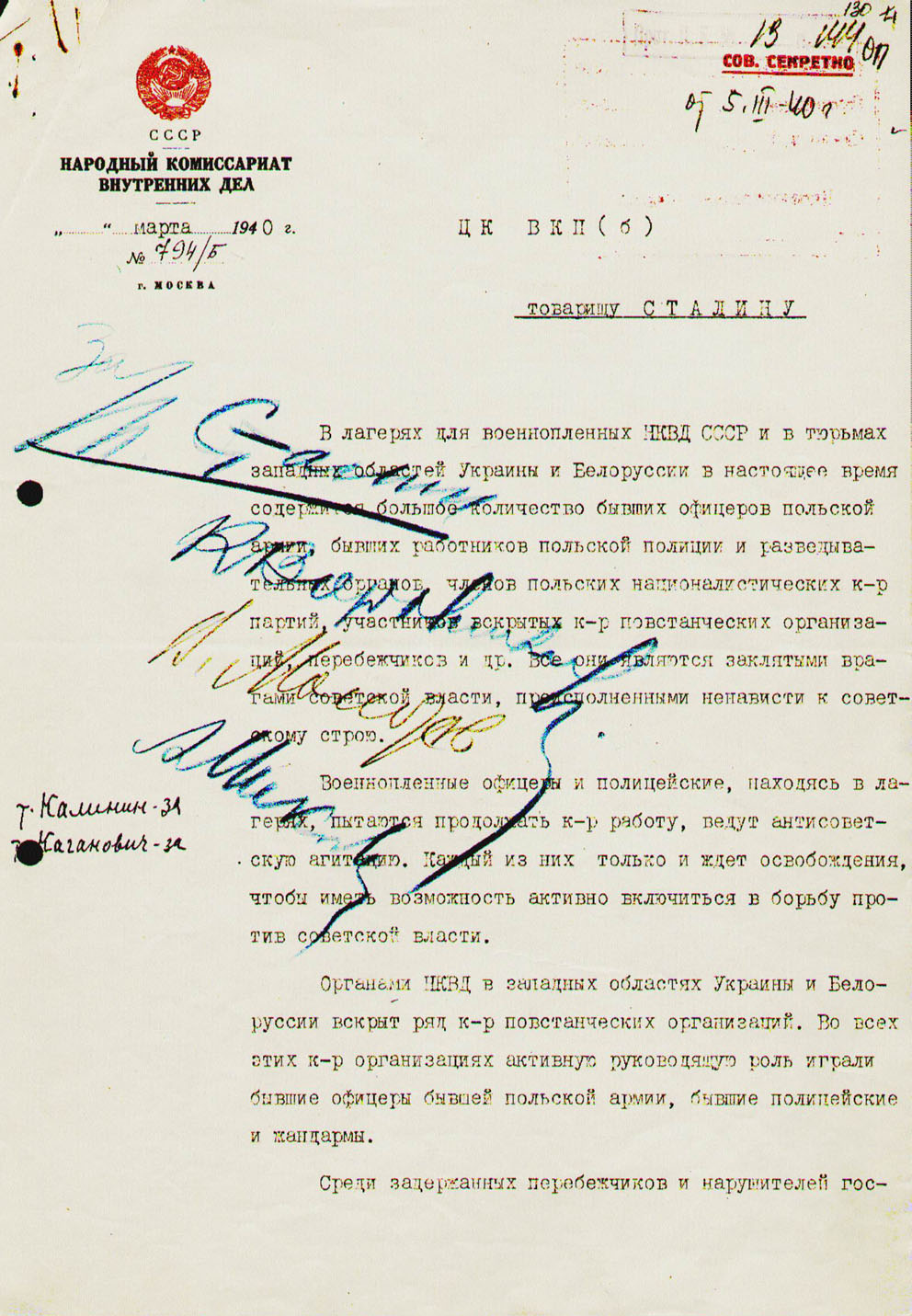
Parte del memoriale, datato 5 marzo 1940, di Lavrentij Berija indirizzato a Stalin in cui si proponeva l'esecuzione di soldati polacchi

Il 5 marzo 1940 Stalin e altri alti funzionari sovietici, tra cui Berija, firmarono l'ordine di esecuzione di 25 700 cittadini polacchi, di cui 14 700 prigionieri di guerra. Questo episodio è noto come massacro di Katyn'. Mentre lo stesso Stalin disse ad un generale polacco che avevano "perso le tracce" degli ufficiali in Manciuria, alcuni lavoratori delle ferrovie polacche trovarono la fossa comune dopo l'invasione nazista del 1941. Il massacro divenne fonte di scontro politico, con i sovietici che, dopo aver riconquistato la Polonia nel 1944, accusarono i tedeschi di essere stati gli artefici del massacro. I sovietici non ammisero la loro responsabilità fino al 1990.
Stalin introdusse regolamenti militari controversi, come ad esempio l'ordine numero 270 dell'agosto 1941 in cui si richiedeva ai superiori di sparare ai disertori sul posto, mentre i loro familiari fossero oggetto di arresto. Da allora in poi Stalin condusse una purga di diversi comandanti militari che furono giustiziati per "codardia" senza un processo. Stalin emise, nel luglio del 1942, l'ordine numero 227, con cui i comandanti che si ritiravano senza un permesso erano soggetti a un tribunale militare e i soldati colpevoli di infrazioni disciplinari erano costretti a servire nei "battaglioni penali", particolari gruppi schierati nei settori più pericolosi della prima linea. Dal 1942 al 1945, 427 910 soldati furono assegnati a questi battaglioni.
Nel giugno 1941, settimane dopo l'inizio dell'invasione tedesca, Stalin adottò la strategia della "terra bruciata" con lo scopo di distruggere le infrastrutture e le forniture alimentari in varie zone del Paese prima che i tedeschi potessero usufruirne. Ordinò inoltre alla NKVD di uccidere circa un centinaio di migliaia di prigionieri politici nelle zone dove la Wehrmacht si avvicinava.
Dopo la cattura di Berlino le truppe sovietiche violentarono decine di migliaia di donne (fino a due milioni secondo alcune fonti) mentre 50 000 furono oggetto di stupri durante e dopo l'occupazione di Budapest. Molte di queste donne morirono o si suicidarono in seguito a queste violenze. Nei Paesi facente parti dell'Asse, come la Germania, la Romania e l'Ungheria, gli ufficiali dell'Armata Rossa generalmente considerarono le città, i villaggi e le fattorie come disponibili per saccheggi.
Nella zona di occupazione sovietica della Germania del dopoguerra i sovietici realizzarono dieci "campi speciali" subordinati ai gulag. Questi erano ex stalag, prigioni o campi di concentramento nazisti, come Sachsenhausen (campo speciale numero 7) e Buchenwald (speciale numero campo 2). Secondo le stime del governo tedesco "65 000 persone sono morte in quei campi sovietici o mentre venivano trasferite in essi".
Secondo dati recenti dei circa quattro milioni di prigionieri di guerra presi dai sovietici, tra cui tedeschi, giapponesi, ungheresi, rumeni e altri, 580 000 non fecero mai ritorno a casa e presumibilmente furono vittime della malnutrizione o della vita nei gulag. Prigionieri di guerra sovietici e lavoratori forzati che sopravvissero alla prigionia tedesca furono inviati al "transito" speciale (o "filtrazione") per determinare quali fossero dei potenziali traditori.

### Controversie sulle vittime provocate
Alcuni studiosi di correnti minoritarie spesso avvicinati al revisionismo storiografico, sia marxista-leninista sia neutrale, tra cui Giorgio Galli, Domenico Losurdo, Ludo Martens (di area neostalinista/antirevisionista), Grover Furr, Robert W. Thurston, J. Arch Getty, Gabor Rittersporn e Douglas Tottle, ridimensionano invece i morti e la responsabilità dello stalinismo, affermando inoltre che molti furono dovuti alla seconda guerra mondiale e a carestie non volute dal governo sovietico: Galli abbassa la cifra, contando tra vittime dirette e no, tra 2 700 000 e 9 000 000 di morti durante il periodo 1924-1953 mentre Martens e altri sostengono che ci furono 1 400 000 morti tra la guerra civile russa e la morte di Stalin, ma gran parte dovuti agli scontri armati (ultima parte della guerra civile russa e grande guerra patriottica/seconda guerra mondiale) e alla carenza di cibo, anziché a esecuzioni di condanne capitali; Martens attribuisce inoltre, con una posizione controversa e poco condivisa, ai nazisti – e non ai sovietici – il massacro di Katyń. Questi studiosi hanno anche attaccato i redattori del Libro nero del comunismo, in cui si attribuiscono a Stalin i 20 milioni di morti sovietici nella guerra contro la Germania nazista in cui l'URSS fu parte lesa, essendo stato attaccato per primo e a sorpresa dalle Potenze dell'Asse, nonostante il patto di non aggressione.
Coloro che negano che le vittime del periodo staliniano siano statisticamente rilevanti si basano soprattutto sul confronto tra i censimenti della popolazione. Infatti in base ai dati del censimento russo, se si confronta la popolazione dell'Unione Sovietica nel gennaio del 1959 che è di 208 827 000, mentre nel 1913 negli stessi confini era di 159 153 000, si può stabilire che l'incremento annuale della popolazione è dello 0,60%. Se confrontiamo questi dati con altri Paesi otteniamo:
| Paese                 | 1920    | 1960               | Aumento annuo |
| --------------------- | ------- | ------------------ | ------------- |
| Regno Unito           | 43 718  | 52 559             | 0,46%         |
| Francia               | 38 750  | 45 684             | 0,41%         |
| Germania              | 61 794  | 72 664             | 0,41%         |
| - DDR - Berlino - RFT |         | 17 241 2199 53 224 |               |
| Unione Sovietica      | 159 153 | 208 827            | 0,68%         |

A differenza degli altri Stati la popolazione dell'Unione Sovietica, nonostante nel calcolo sia compreso il periodo della prima guerra mondiale e della guerra civile e nonostante i 26 milioni di morti nella seconda guerra mondiale, ha registrato un incremento demografico corrispondente a un tasso medio di aumento annuale del 50% superiore agli altri Stati menzionati nella tabella. Angus Maddison, nel suo libro Economic growth in Japan and the USSR, presenta risultati simili, citando un incremento di popolazione tra il 1913 e il 1953, aggiustato alle variazioni territoriali, del 23% per l'Unione Sovietica, del 19% per la Gran Bretagna e del 2% per la Francia.
Anche considerando che l'Unione Sovietica, tra il 1939 e il 1945, estese i propri confini nazionali inglobando la Carelia, i Paesi Baltici, parte della Polonia e della Prussia orientale, la Bessarabia e l'isola di Sachalin, l'incremento della popolazione non può aver alterato in modo radicale il tasso di crescita, trattandosi di territori che hanno tutt'oggi una densità demografica molto bassa e che all'epoca furono percorsi da emigrazioni conseguenti all'annessione sovietica, riducendo ulteriormente una popolazione locale già decimata dalla guerra. In base a questi dati gli studiosi citati hanno ridimensionato il numero di vittime di Stalin, suscitando spesso ampie polemiche e venendo talvolta accusati di negazionismo, a loro parere gonfiato dalla propaganda filo-occidentale e anticomunista e usato per screditare l'Unione Sovietica e il socialismo nel loro insieme, tramite la creazione di una "leggenda nera di Stalin". Diversi storici hanno, tuttavia, messo in dubbio i dati riguardanti il numero della popolazione russa a causa delle repressioni effettuate dal regime staliniano: un censimento effettuato nel 1937 venne annullato (e i responsabili che vi avevano lavorato, giustiziati) perché indicava una cifra inferiore rispetto a quella annunciata dai dirigenti sovietici. I responsabili del censimento successivo furono perciò incentivati a gonfiare i numeri per evitare la condanna a morte. La storica Anne Applebaum riporta che il censimento del 1939 venne manipolato in modo da farlo coincidere con la cifra di 170 milioni di abitanti, annunciata da Stalin al XVIII Congresso del partito, nel marzo del '39, ancora prima che i conteggi fossero definitivi.

## Personalità e vita privata

### Personalità

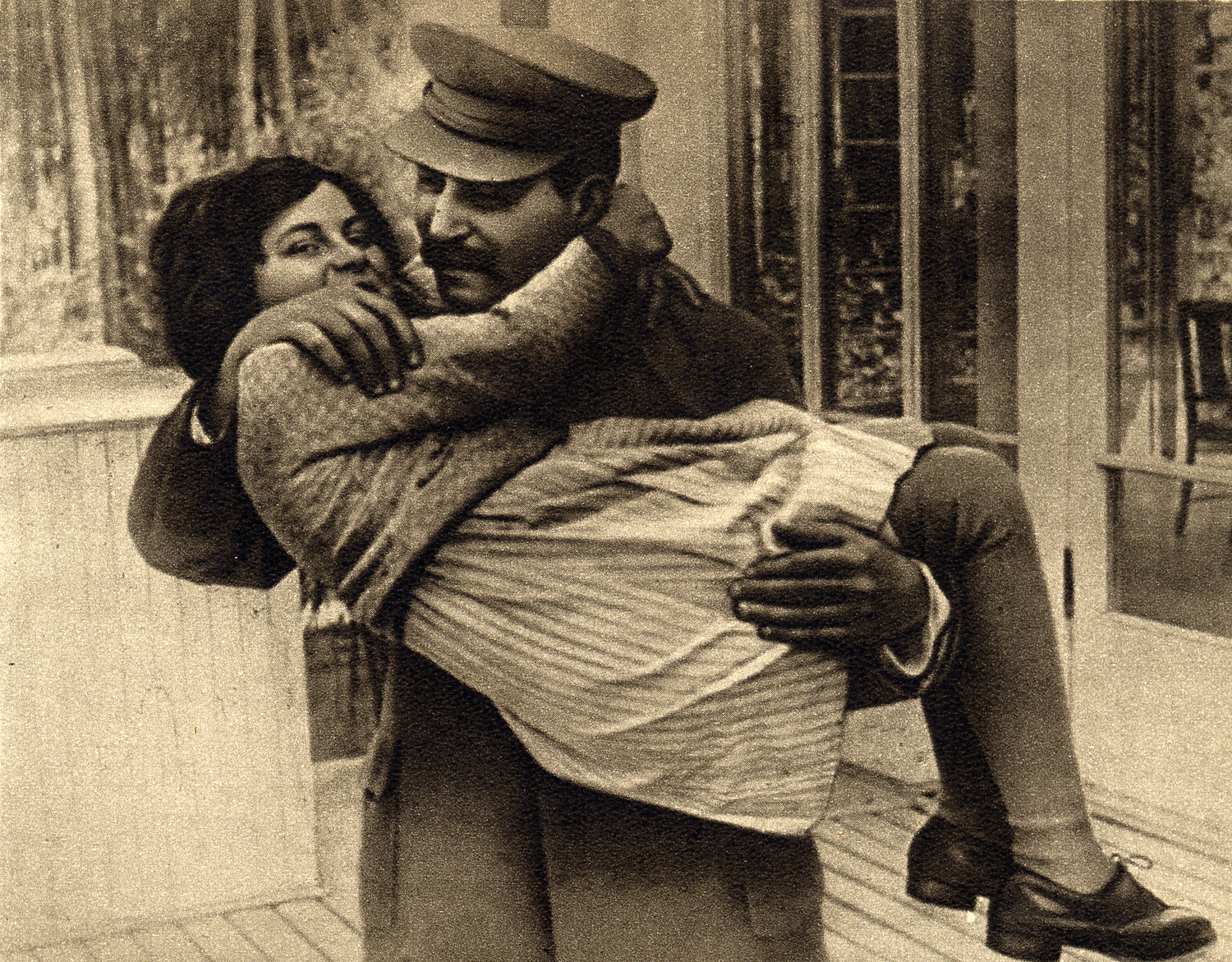
Stalin e la figlia Svetlana (1935)

Il carattere di Stalin è stato variamente descritto, da freddo (raramente lo si vedeva ridere o infuriarsi) a paranoico (specie in tarda età), a perfettamente normale e perfino gradevole. William Bland, nella sua opera Il culto della personalità, riporta le memorie personali del leader albanese Enver Hoxha secondo cui "Stalin era molto modesto e gentile con le persone"; l'ambasciatore statunitense in Unione Sovietica, Joseph Davies, disse che Stalin era "un uomo semplice, dagli atteggiamenti piacevoli". Secondo molti, usava una "maschera di bonarietà" nei rapporti interpersonali, che nascondeva un carattere spietato, aggressivo e talvolta vendicativo. Tra i suoi hobby vi erano la musica, la letteratura e il giardinaggio mentre non amava la caccia e la pesca.
L'infanzia di "Soso" (diminutivo georgiano di Iosif) non fu inoltre priva di momenti critici per la sua salute fisica, dapprima per una forma acuta di varicella (o forse di vaiolo, del quale si ammalò, sempre nell'infanzia, all'età di cinque anni: l'epidemia colpì pesantemente soprattutto i bambini e morirono molti suoi vicini di casa), poi quando, a dieci anni, davanti alla scuola ecclesiastica da lui frequentata, fu investito e travolto da un cavallo che trainava un calesse, nel corso di una festa di Paese: rimase gravemente ferito al braccio sinistro, perdendone parte della capacità di articolazione (il braccio gli rimase per sempre semiparalizzato e più corto del destro di 5 cm; anche se poteva muovere e usare la mano, oltre che usarlo per sollevare qualcosa, la mobilità rimase compromessa). Nel 1894, a 16 anni, poté frequentare, grazie a una borsa di studio, il seminario teologico ortodosso di Tbilisi: fu scelto per le doti canore e l'eccezionale memoria. L'istruzione in seminario era un desiderio della madre, che lo voleva vescovo, mentre il padre preferiva diventasse calzolaio del paese. Ebbe ancora un incidente all'età di dodici anni, sempre con un calesse che gli passò sulle gambe danneggiandole, rendendone la camminata incerta anche dopo anni e che gli procurò l'epiteto di "claudicante".
A causa di questi handicap venne scartato alla visita di leva per la prima guerra mondiale dalla commissione zarista; per vergogna di questi problemi fisici e per la sua altezza non elevata rispetto alla media degli uomini russi (sebbene le fotografie e i manifesti di propaganda gli conferissero un aspetto di imponenza, era alto solo 164 cm) avrebbe sempre avuto una certa ritrosia a farsi riprendere nei filmati o fotografare se non era prima avvertito e si era messo in posa; in numerose immagini e filmati reali e non propagandistici (come quelli della conferenza di Jalta) lo si nota infatti tenersi il braccio con la mano destra o nasconderlo, ad esempio nella manica lunga del cappotto o nelle tasche.

### Vita privata

#### Mogli
- Ekaterina Svanidze (1880-1907), sposata nel 1903 e morta nel 1907; Stalin ne era molto innamorato e, quando morì di tubercolosi a soli ventisette anni, avrebbe affermato che i suoi sentimenti umani erano morti con lei.[197]
- Nadežda Sergeevna Allilueva (1901-1932), sposata nel 1919,[198] morta suicida con un colpo di arma da fuoco nel 1932, dopo numerosi contrasti e litigi col marito e una vita coniugale infelice; Stalin mostrò rimorso per la fine della moglie: lo storico Robert Conquest scrive che «fu l'unica occasione in cui gli videro gli occhi pieni di lacrime».[199]

#### Figli
- Jakov Iosifovič Džugašvili (1907-1943), avuto dalla prima moglie, tenente d'artiglieria dell'Armata Rossa.
- Vasilij Iosifovič Džugašvili (1921-1962), avuto dalla seconda moglie, generale dell'Armata Rossa, morto per cirrosi epatica nel 1962.
- Konstantin Stepanovič Kuzakov anche Konstantin Džugašvili (1911-1996) avuto da una donna durante la prigionia, di cui non si hanno molte notizie.
- Artëm Fëdorovič Sergeev (1921-2008), adottato.
- Svetlana Iosifovna Stalina (1926-2011), avuta dalla seconda moglie, nel 1967 emigrò negli Stati Uniti.

#### Nipoti
- Evgenij Jakovlevič Džugašvili (1936-2016), figlio di Jakov
- Galina Jakovlevna Džugašvili, figlia di Jakov
- Joseph Morozov, figlio di Svetlana
- Ekaterina Ždanov, figlia di Svetlana
- Olga Peters, figlia di Svetlana

## Opere
- Principi del leninismo, Napoli, G. Macchiaroli, 1924.
- Su Lenin. Discorso agli allievi della scuola del Cremlino. 28 gennaio 1924, Roma, Edizioni del Partito Comunista Italiano, 1924.
- Il leninismo. Teoria e pratica, Roma, Libreria editrice del Partito Comunista d'Italia, 1925.
- La crisi mondiale e l'edificazione socialista. Rapporto del C.C. al 16. Congresso del P.C. dell'Unione Soviettista, Paris, Edizioni di coltura sociale, 1931.
- Bolscevismo e capitalismo. [scritti di] Iosif Stalin, V. Molotov, V. Kuibyscev, G. F. Grinko. Con un'avvertenza di Giuseppe Bottai, Firenze, Sansoni, 1934.
- Due mondi. Rapporto sull'attività del Comitato centrale presentato al XVII congresso del PC dell'URSS, gennaio 1934, Bruxelles, Edizioni di coltura sociale, 1934.
- Per una vita bella e felice. Discorso alla prima conferenza generale degli stakhanovisti dell'Unione sovietica, Bruxelles, Edizioni di coltura sociale, 1935.
- Il socialismo e la pace!, Bruxelles, Edizioni di coltura sociale, 1936.
- Per la conquista del bolscevismo. Rapporto e discorso di chiusura alla sessione di marzo del Comitato centrale del Partito comunista (bolscevico) dell'URSS, Bruxelles, Edizioni di coltura sociale, 1937.
- Il trionfo della democrazia nell'U.R.S.S. Rapporto all'VIII congresso straordinario dei soviet dell'U.R.S.S. sul progetto di costituzione dell'Unione delle Repubbliche Socialiste Sovietiche, Bruxelles, Edizioni di coltura sociale, 1937.
- Lettera a Ivanov, Bruxelles, Edizioni di coltura sociale, 1938.
- Il materialismo dialettico ed il materialismo storico, Marseille, Editions du Parti communiste francais, 1938.
- Sulla scienza d'avanguardia, con Vjačeslav Michajlovič Molotov, Bruxelles, Edizioni di coltura sociale, 1938.
- Il marxismo e la questione nazionale, Paris, Edizioni di cultura sociale, 1939.
- Rapporto al XVIII congresso del Partito Comunista (bolscevico) dell'U.R.S.S. sull'attività del Comitato Centrale, Mosca, Edizioni in lingue Straniere, 1939.
- L'Unione Sovietica alla vigilia della guerra, Mosca, Edizioni in lingue Straniere, 1939.
- Questioni del leninismo, Mosca, Edizioni in lingue Straniere, 1940.
- XXVI anniversario della grande rivoluzione socialista d'ottobre, Mosca, Edizioni in lingue Straniere, 1943.
- Ordine del giorno del comandante supremo delle forze armate dell'U.R.S.S. G. Stalin n. 195. Mosca, 1º maggio 1943, Mosca, Edizioni in lingue Straniere, 1943.
- Sulla grande guerra patriottica dell'U.R.S.S., Mosca, Edizioni in lingue Straniere, 1943.
- Storia del Partito comunista (bolscevico) dell'U.R.S.S., con altri, Roma, l'Unità, 1944.
- XXVII anniversario della grande rivoluzione socialista d'ottobre, Mosca, Edizioni in lingue Straniere, 1944.
- Bilancio di vittorie, programma di combattimento. Rapporto presentato alla seduta solenne del Soviet dei deputati dei lavoratori di Mosca il 6 novembre 1943 in occasione del XXVI anniversario della grande rivoluzione socialista d'ottobre, Roma, l'Unità, 1944.
- Discorsi di guerra. 1941-1944, Napoli, G. Macchiaroli, 1944.
- Ordine del giorno n. 16 del comandante supremo delle forze armate dell'U.R.S.S. G. Stalin. Mosca, 23 febbraio 1944, Mosca, Edizioni in lingue estere, 1944.
- Ordine del giorno n. 70 del comandante supremo delle forze armate dell'URSS G. Stalin. Mosca, 1º maggio 1944, Mosca, Edizioni in lingue estere, 1944.
- Vita dell'U.R.S.S. nel panorama politico europeo. Discorso di Stalin al XVIII Congresso del Partito comunista bolscevico di tutta l'Unione, s.l., Ed. del Tirreno, 1944.
- Il carattere internazionale della rivoluzione d'ottobre. Per il X Anniversario dell'ottobre, S.l., Casa editrice Giulia, 1945.
- Discorso alla riunione elettorale della circoscrizione "Stalin" di Mosca. Pronunciato l'11 dicembre 1937 nel Gran Teatro, Mosca, Edizioni in lingue estere, 1945.
- Lenin, Roma, l'Unità, 1945.
- La questione contadina, Napoli, Soc. Tip. Anon. Libraria Italia Nuova, 1945.
- Il socialismo e la pace, Roma, l'Unità, 1945.
- Lo stakhanovismo. Discorso alla prima conferenza degli stakhanovisti dell'U.R.S.S., 17 novembre 1935, Roma, l'Unità, 1945.
- Sulla grande guerra dell'URSS per la difesa della patria, Mosca, Edizioni in lingue estere, 1945.
- L'uomo, il capitale più prezioso-Per una vita più bella e felice, Roma, l'Unità, 1945.
- Come abbiamo vinto, Roma, l'Unità, 1946.
- Il marxismo e la questione nazionale e coloniale, Torino, Einaudi, 1948.
- Lenin è morto. Discorso pronunciato da Stalin al II Congresso dei Soviet dell'URSS il 24-1-1924, Roma, CDS, 1949.
- Opere complete, 10 voll., 1901-1927, Roma, Rinascita, 1949-1956.
- Anarchia o socialismo?, Roma, Rinascita, 1950.
- Sul marxismo nella linguistica, Roma, Edizioni Italia-URSS, 1950.
- Sul progetto di Costituzione dell'URSS, Roma, Rinascita, 1951.
- Verso il comunismo. Resoconto del XIX Congresso del P.C. (b.) dell'U.R.S.S., con Georgij Maksimilianovič Malenkov e Vjačeslav Michajlovič Molotov, Roma, Edizioni di Cultura Sociale, 1952.
- Problemi economici del socialismo nell'URSS, Roma, Rinascita, 1952; 1953.
- Problemi della pace, Roma, Edizioni di Cultura Sociale, 1953.
- La seconda guerra mondiale nel carteggio di I. V. Stalin con Churchill, Roosevelt, Attlee, Truman, 2 voll., Roma, Editori Riuniti, 1957.
- Roosevelt-Stalin. Carteggio di guerra, Milano, Schwarz, 1962.
- Carteggio Churchill-Stalin. (1941-1945), Milano, Bonetti, 1965.
- Da Teheran a Yalta. Verbali delle conferenze dei capi di governo della Gran Bretagna, degli Stati Uniti e dell'Unione Sovietica durante la seconda guerra mondiale, con Winston Churchill e Franklin Delano Roosevelt, Roma, Editori Riuniti, 1965.
- Per conoscere Stalin, Milano, A. Mondadori, 1970.
- Principi del leninismo e altri scritti, Roma, La nuova sinistra, 1970.
- Il libretto rosso di Stalin, Roma, Napoleone, 1973.
- Opere scelte, Milano, Movimento Studentesco, 1973.
- Opere complete XI. 1928-Marzo 1929, Roma, Nuova Unità, 1973.
- Opere complete XV. Storia del partito comunista (b) dell'URSS, breve corso. Redatto da una commissione del Comitato centrale del PC (b) dell'URSS diretta da Giuseppe Stalin. Approvato dal Comitato centrale del PC (b) dell'URSS nel 1938, Roma, Nuova Unità, 1974.
- Intervista a Stalin, Roma, Carecas, 1979.
- Sulla parola d'ordine della autocritica, Napoli, Laboratorio politico, 1994.
- La dittatura del proletariato, Milano, M&B Publishing, 1995. ISBN 88-86083-35-1
- Soselo Stalin poeta, Pasian di Prato, Campanotto Editore, 1999.
- Opere scelte, La Città del Sole, 2015.

## Nella cultura di massa

### Film
- La caduta di Berlino, Michail Čiaureli, 1949
- Liberazione, Jurij Ozerov, 1969
- Pentimento, Tengiz Abuladze, 1984
- Il proiezionista, Andrej Končalovskij, 1991
- Stalin, Ivan Passer 1992
- Morto Stalin, se ne fa un altro , Armando Iannucci, 2017.

### Libri
- La fattoria degli animali, George Orwell, 1945
- Diario notturno, Ennio Flaiano, 1956.

### Saggi
- Stalin, un altro punto di vista, Ludo Martens, 1994
- Krusciov mentì, Grover Furr, 2011.

### Canzoni
- Stalin Wasn't Stallin', Golden Gate Quartet, 1943
- Gloria a Stalin!, Dmitri Shostakovich e Yevgeni Dolmatovski, 1949
- Il grande Stalin ci guida verso il Comunismo, Vladimir Kharitonov e Anatoly Novikov, 1950
- Lenin e Stalin, Raffaele Mario Offidani, 1967
- Slava Stalin, Los Monstruitos, 2014.

### Quadri
- Alla salute di Stalin!, Pablo Picasso, 1953
- Autoritratto con Stalin, Frida Kahlo, 1954
- I funerali di Togliatti, Renato Guttuso, 1972.

### Videogiochi
- The Stalin Subway, 2005
- Stalin vs. Martians, 2009
- Calm Down, Stalin, 2016
- Sex with Stalin, 2020.

## Stalin oggi

### Sondaggi
- Un sondaggio dell'istituto indipendente Levada Center, del maggio 2021, rileva che Stalin è la personalità più importante nell'opinione pubblica russa, seguito da Vladimir Lenin e Aleksandr Puškin.[200]
- Un sondaggio del Levada Center del 2019 riporta che circa il 70% dei russi ritiene che Stalin abbia avuto un ruolo positivo per la patria.[201] Il The Moscow Times, commentando il sondaggio, rileva che il livello di approvazione di Stalin tra i russi ha raggiunto livelli record.[202]
Alla Hurska, del Centro internazionale di studi politici di Kiev, attribuisce questa nuova popolarità a una "stalinizzazione della coscienza collettiva" che sarebbe stata attuata dai vari governi di Putin.[203][204] Il sociologo Denis Volkov ritiene che il culto della vittoria dell'Unione Sovietica sulla Germania nazista, da parte del Governo russo, possa in qualche modo andare a favorire una visione positiva di Stalin.[205]
Il sociologo Leontiy Byzov sostiene invece che Stalin stia cominciando a essere considerato dall'opinione pubblica russa come un simbolo di giustizia e un difensore degli oppressi, poiché insoddisfatta dall'operato del Cremlino.[206]
- Un sondaggio realizzato dal Centro di ricerca sull'opinione pubblica russa (VTsIOM), nel 2017, riporta che il 77% dei giovani russi tra i 18 e i 24 anni è favorevole all'installazione nei luoghi pubblici di monumenti, targhe, dipinti, in memoria dei successi politici di Stalin.[207]
- Il partito di centrosinistra Russia Giusta ha promosso un sondaggio per rinominare la città di Volgograd in Stalingrado, il nome originale della città in cui si svolse l'assedio delle truppe naziste negli 1942 e 1943. Il 68% degli intervistati è risultato favorevole, mentre il 28% contrario.[208] La città era stata nominata Volgograd nel novembre 1961, per decisione dell'allora segretario generale del PCUS Nikita Chruščёv, nel quadro delle politiche di destalinizzazione dell'URSS.

### Politica
- In una puntata di The Putin Interviews, il presidente russo Vladimir Putin ha riconosciuto gli "orrori dello stalinismo", criticando però l'eccessiva demonizzazione di Stalin a scopi politici da parte dei paesi ostili alla Federazione Russa.[205]
- Il Partito Comunista della Federazione Russa, guidato da Gennadij Zjuganov, è intenzionato a costruire un museo dedicato Iosif Stalin, chiamato "Centro Stalin", nella città di Bor, a circa 450 chilometri da Mosca.[209]

### Ricorrenze
- Il governo dell'Ossezia del Sud (nazione di fatto indipendente reclamata dalla Georgia) con un decreto del 27 aprile 2020 ha stabilito che ogni anno al 9 di maggio (Giornata della vittoria sul Nazismo) e al 22 di giugno (Entrata in guerra dell'Unione sovietica) il nome della capitale Tskhinval muti temporaneamente in Stalinir, per celebrare la vittoria di Stalin sul Nazismo.[210]
- Il governo della Repubblica Popolare di Donec'k (nazione di fatto indipendente reclamata dall'Ucraina) in occasione dei giorni 9 maggio, 22 giugno e 8 settembre muta provvisoriamente il nome della capitale Donec'k in Stalino.[211]

### Narrativa, teatro e poesia
- Anonimo romano, La relazione. (Er fatto de Stalin e de Krusciov), Milano, All'insegna del pesce d'oro, 1971.
- Riccardo Bacchelli, Il figlio di Stalin. Romanzo, Milano, Rizzoli, 1954.
- Eugenio Corti, Processo e morte di Stalin. Tragedia, Milano, Massimo, 1962; Milano, Ares, 1999. ISBN 88-8155-172-1.